# Lista peștilor din Marea Mediterană

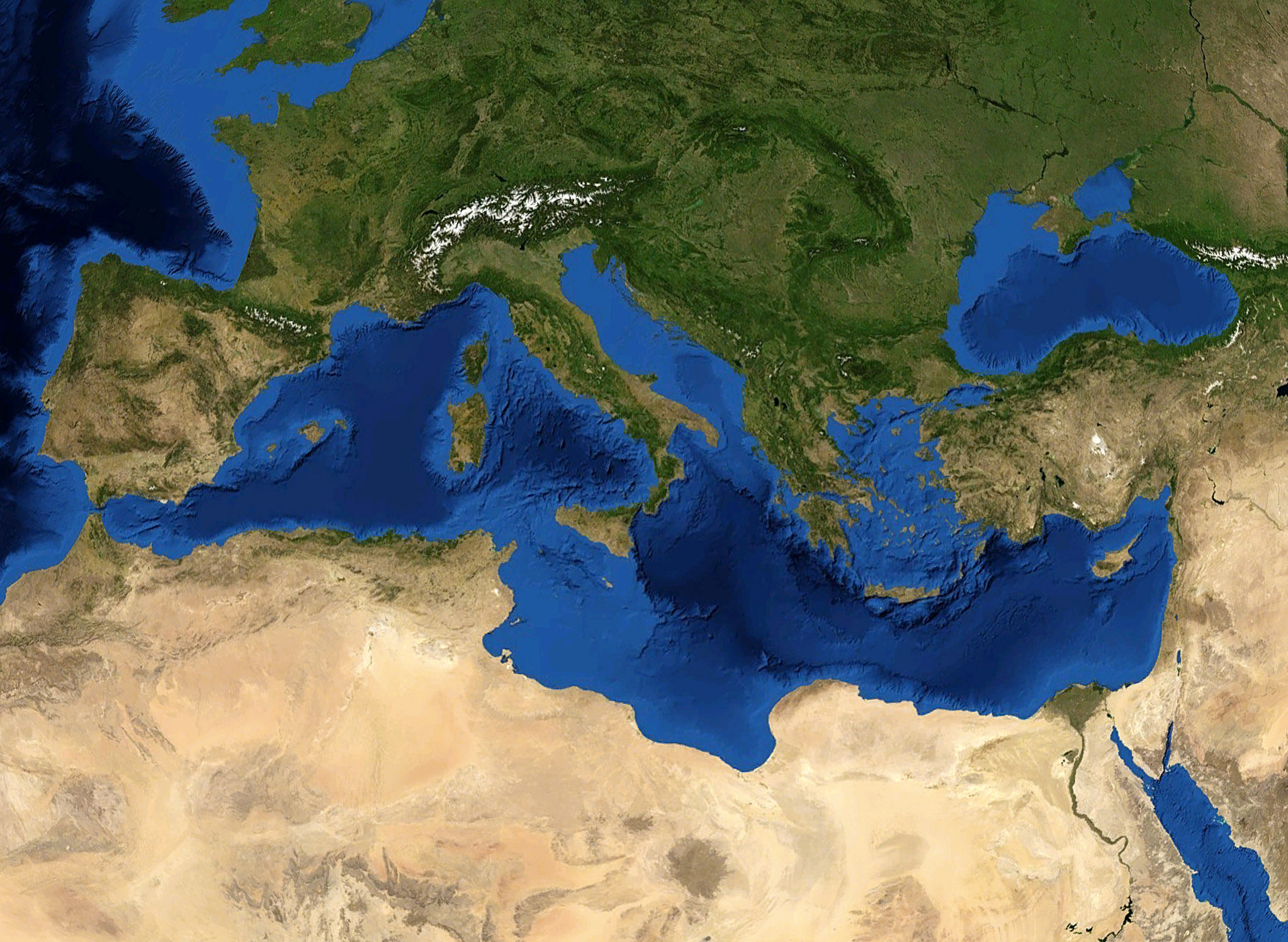

Lista peștilor din Marea Mediterană conține 712 specii de pești care trăiesc în apele acestei mări.

## Cyclostomata

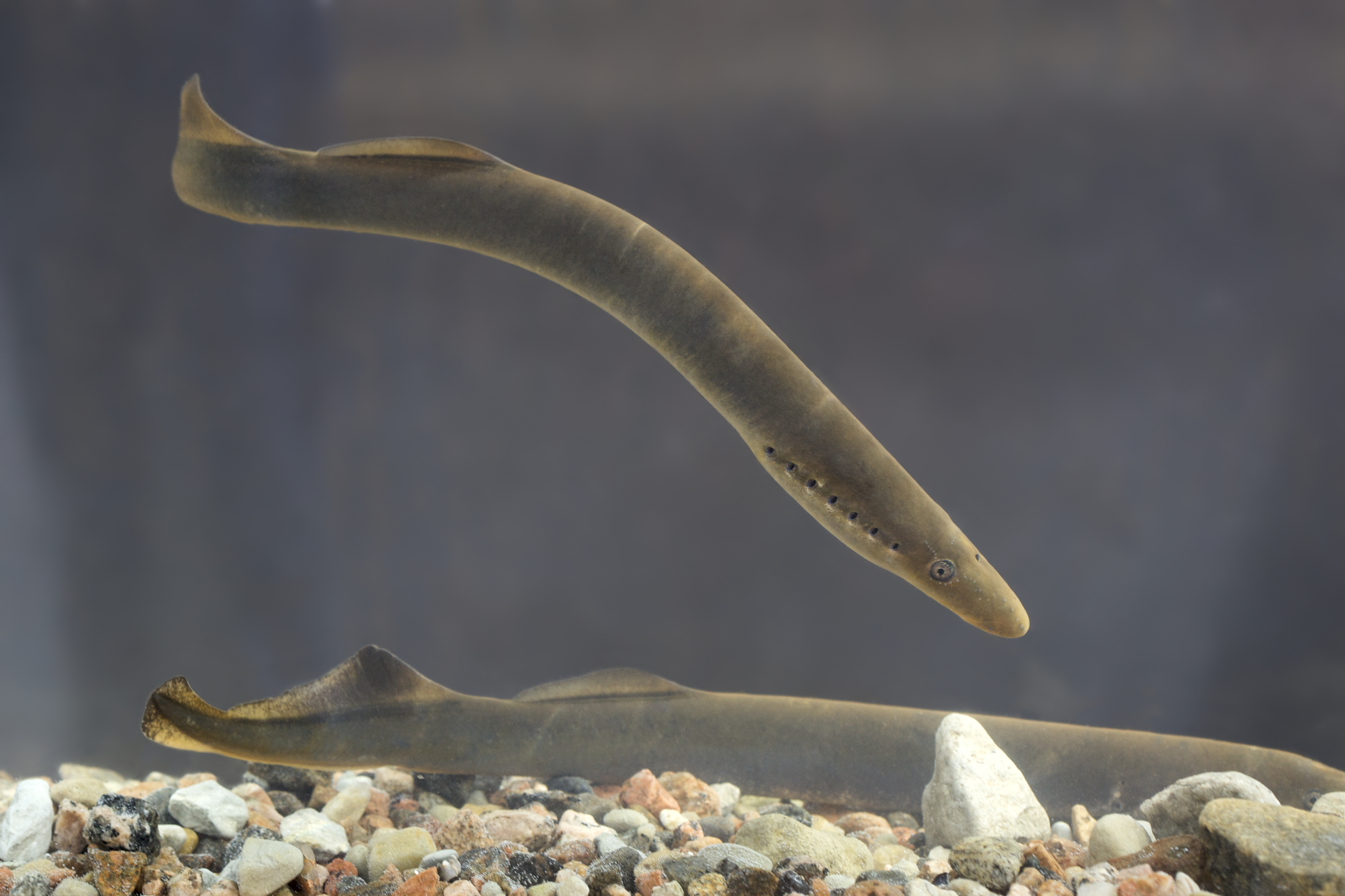
Lampetra fluviatilis

- Myxine glutinosa
- Lampetra fluviatilis
- Petromyzon marinus

## Chondrichthyes

### Chimaeriformes
- Chimaera monstrosa

### Rechini

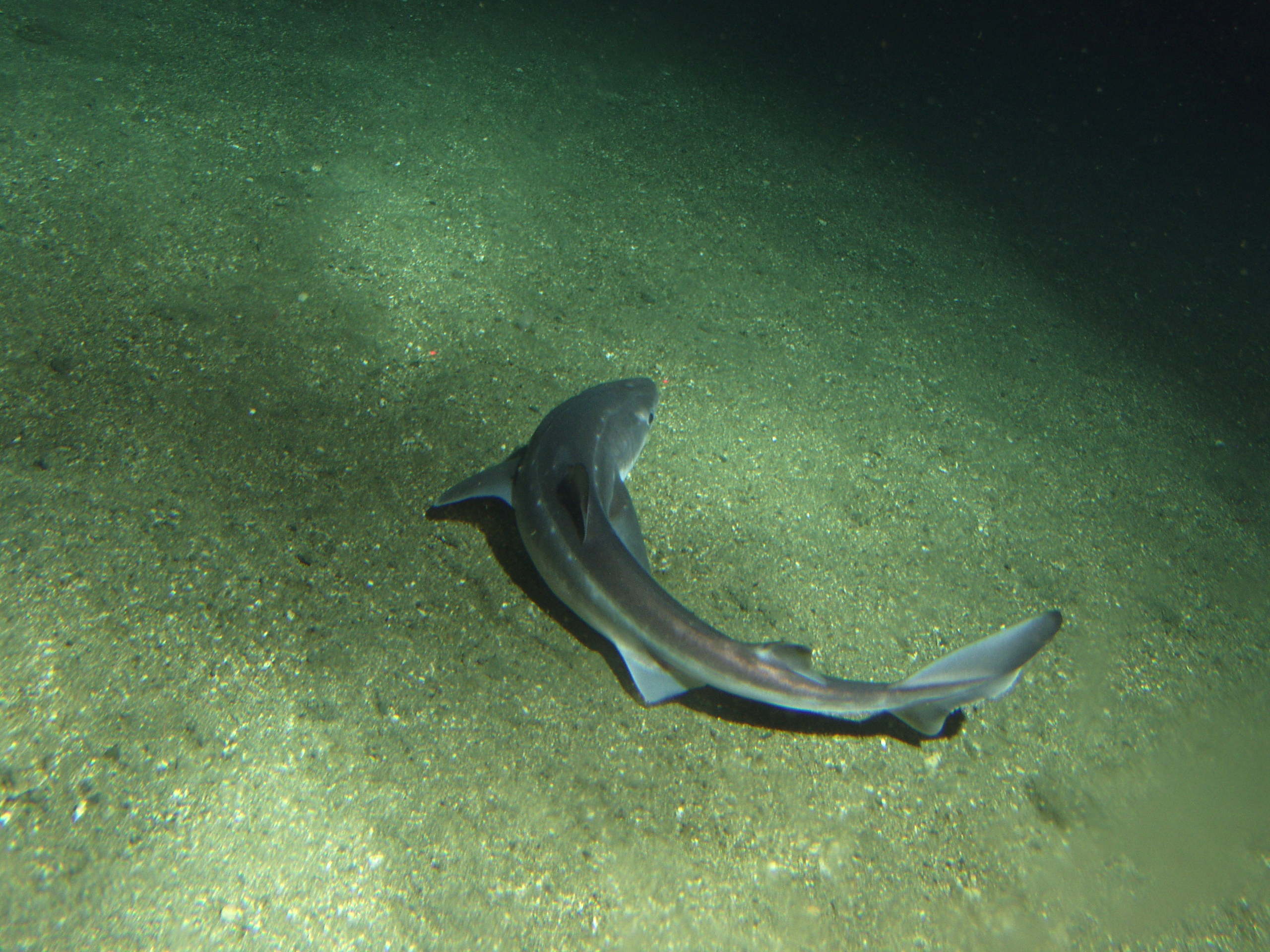
Echinorhinus brucus

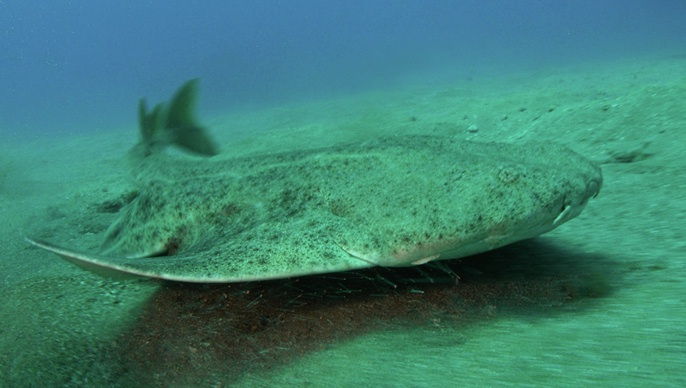
Squatina squatina

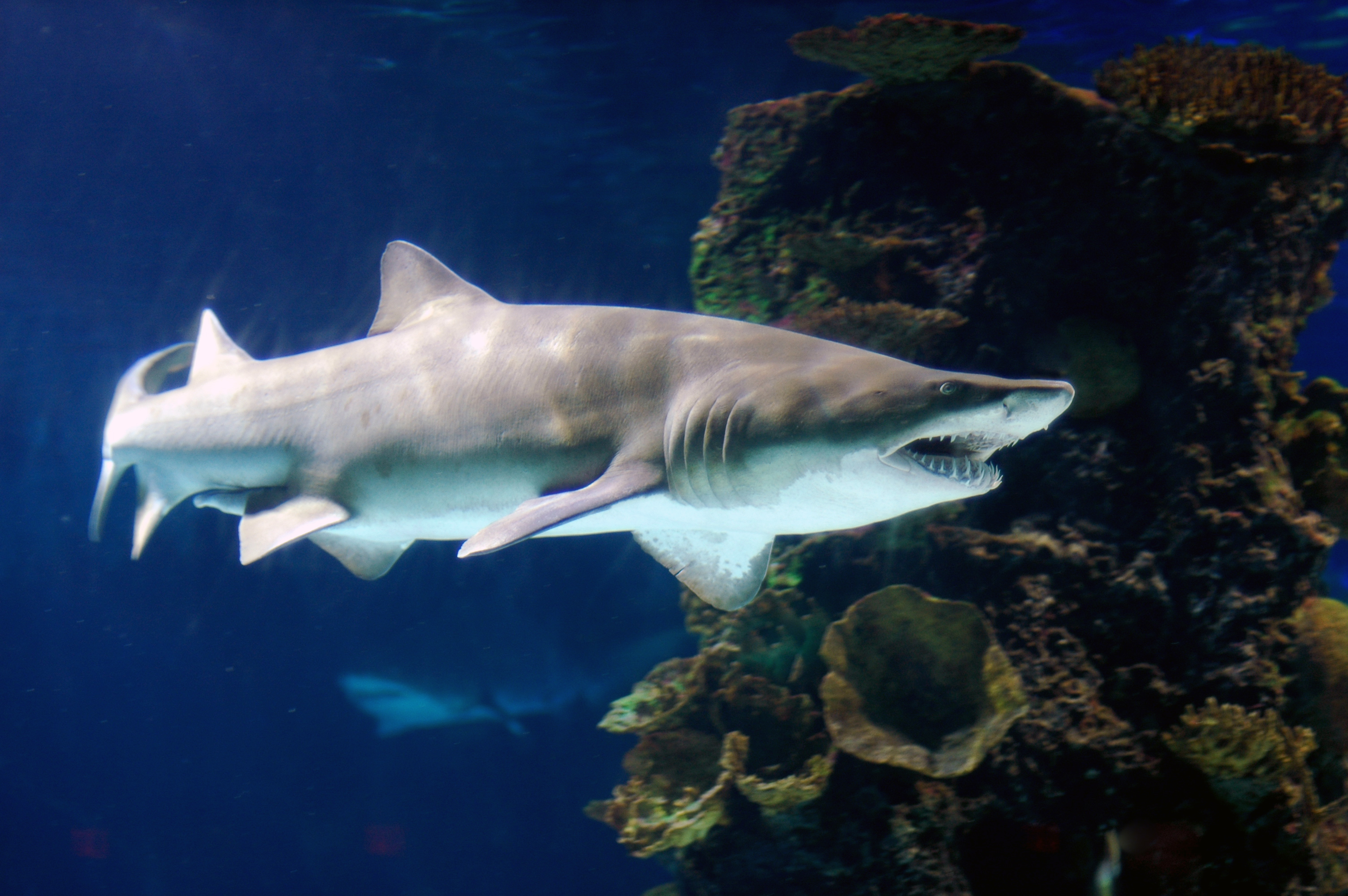
Carcharias taurus

- Sharpnose sevengill shark
- Bluntnose sixgill shark
- Bigeyed sixgill shark
- Bramble shark
- Gulper shark
- Dalatias licha
- Etmopterus spinax
- Oxynotus centrina
- Centroscymnus coelolepis
- Somniosus rostratus
- Squalus acanthias
- Squalus blainvillei
- Squalus megalops
- Squalus uyato
- Squatina aculeata
- Squatina oculata
- Squatina squatina
- Galeus atlanticus
- Galeus melastomus
- Scyliorhinus canicula
- Scyliorhinus stellaris
- Galeorhinus galeus
- Mustelus asterias
- Mustelus mustelus
- Mustelus punctulatus
- Carcharias taurus
- Odontaspis ferox
- Alopias superciliosus
- Alopias vulpinus
- Cetorhinus maximus
- Carcharodon carcharias
- Isurus oxyrinchus
- Lamna nasus
- Carcharhinus altimus
- Carcharhinus amboinensis
- Carcharhinus brachyurus
- Carcharhinus brevipinna
- Carcharhinus falciformis
- Carcharhinus limbatus
- Carcharhinus longimanus
- Carcharhinus melanopterus
- Carcharhinus obscurus
- Carcharhinus plumbeus
- Galeocerdo cuvier
- Prionace glauca
- Rhizoprionodon acutus
- Sphyrna lewini
- Sphyrna mokarran
- Sphyrna tudes
- Sphyrna zygaena

### Batoidea
- Pristis pectinata
- Pristis pristis
- Torpedo fuscomaculata
- Torpedo marmorata
- Torpedo nobiliana
- Torpedo torpedo
- Glaucostegus halavi
- Rhinobatos cemiculus
- Rhinobatos rhinobatos
- Dipturus batis
- Dipturus oxyrinchus
- Leucoraja circularis
- Leucoraja fullonica
- Leucoraja melitensis
- Leucoraja naevus
- Raja africana
- Raja asterias
- Raja brachyura
- Raja clavata
- Raja miraletus
- Raja montagui
- Raja polystigma
- Raja radula
- Raja rondeleti
- Raja undulata
- Rostroraja alba
- Dasyatis centroura
- Dasyatis chrysonota
- Dasyatis marmorata
- Dasyatis pastinaca
- Dasyatis tortonesei
- Himantura uarnak
- Pteroplatytrygon violacea
- Taeniura grabata
- Urogymnus asperrimus
- Gymnura altavela
- Mobula mobular
- Myliobatis aquila
- Pteromylaeus bovinus
- Rhinoptera marginata

## Osteichthyes

### Acipenseriformes
- Acipenser naccarii
- Acipenser stellatus
- Acipenser sturio
- Huso huso

### Anguilliformes
- Anguilla anguilla
- Ariosoma balearicum
- Conger conger
- Gnathophis mystax
- Rhynchoconger trewavasae
- Chlopsis bicolor
- Panturichthys fowleri
- Anarchias euryurus
- Enchelycore anatina
- Gymnothorax unicolor
- Muraena helena
- Cynoponticus ferox
- Muraenesox cinereus
- Nemichthys scolopaceus
- Facciolella oxyrhyncha
- Nettastoma melanurum
- Saurenchelys cancrivora
- Apterichtus anguiformis
- Apterichtus caecus
- Dalophis imberbis
- Echelus myrus
- Mystriophis crosnieri
- Ophichthus ophis
- Ophichthus rufus
- Ophisurus serpens
- Pisodonophis semicinctus
- Serrivomer brevidentatus
- Dysomma brevirostre

### Notacanthiformes
- Halosaurus ovenii
- Notacanthus bonaparte
- Polyacanthonotus rissoanus

### Clupeiformes
- Alosa agone
- Alosa alosa
- Alosa fallax
- Dussumieria elopsoides
- Etrumeus teres
- Herklotsichthys punctatus
- Sardina pilchardus
- Sardinella aurita
- Sardinella maderensis
- Spratelloides delicatulus
- Sprattus sprattus
- Engraulis encrasicolus

### Siluriformes
- Arius parkii
- Netuma thalassina
- Plotosus lineatus

### Argentiniformes
- Argentina sphyraena
- Alepocephalus rostratus
- Glossanodon leioglossus
- Microstoma microstoma
- Nansenia iberica
- Nansenia oblita

### Salmoniformes
- Salmo salar
- Salmo trutta

### Stomiiformes
- Argyropelecus hemigymnus
- Argyropelecus olfersii
- Maurolicus muelleri
- Cyclothone braueri
- Cyclothone microdon
- Cyclothone pygmaea
- Gonostoma denudatum
- Valenciennellus tripunctulatus
- Bathophilus nigerrimus
- Bathophilus vaillanti
- Borostomias antarcticus
- Chauliodus sloani
- Stomias boa
- Ichthyococcus ovatus
- Vinciguerria attenuata
- Vinciguerria poweriae

### Aulopiformes
- Alepisaurus ferox
- Aulopus filamentosus
- Chlorophthalmus agassizi
- Bathysaurus mollis
- Bathypterois dubius
- Bathypterois grallator
- Evermannella balbo
- Arctozenus rissi
- Lestidiops jayakari
- Lestidiops sphyrenoides
- Lestidium atlanticum
- Paralepis coregonoides
- Paralepis speciosa
- Sudis hyalina
- Saurida undosquamis
- Synodus saurus

### Myctophiformes
- Benthosema glaciale
- Ceratoscopelus maderensis
- Diaphus holti
- Diaphus metopoclampus
- Diaphus rafinesquii
- Diogenichthys atlanticus
- Electrona risso
- Gonichthys cocco
- Hygophum benoiti
- Hygophum hygomii
- Lampanyctus crocodilus
- Lampanyctus pusillus
- Lobianchia dofleini
- Lobianchia gemellarii
- Myctophum punctatum
- Notoscopelus bolini
- Notoscopelus elongatus
- Notoscopelus kroyeri
- Symbolophorus veranyi

### Zeiformes
- Zeus faber
- Zenopsis conchifer

### Gadiformes
- Coelorinchus caelorhincus
- Coelorinchus occa
- Coryphaenoides guentheri
- Coryphaenoides mediterraneus
- Hymenocephalus italicus
- Nezumia aequalis
- Nezumia sclerorhynchus
- Trachyrincus scabrus
- Merluccius merluccius
- Eretmophorus kleinenbergi
- Gadella maraldi
- Guttigadus latifrons
- Lepidion guentheri
- Lepidion lepidion
- Mora moro
- Physiculus dalwigki
- Rhynchogadus hepaticus
- Phycis blennoides
- Phycis phycis
- Gaidropsarus biscayensis
- Gaidropsarus granti
- Gaidropsarus mediterraneus
- Gaidropsarus vulgaris
- Molva dypterygia
- Molva macrophthalma
- Molva molva
- Gadiculus argenteus
- Merlangius merlangus
- Micromesistius poutassou
- Trisopterus luscus
- Trisopterus minutus

### Beryciformes
- Beryx decadactylus
- Beryx splendens
- Sargocentron praslin
- Sargocentron rubrum
- Aulotrachichthys sajademalensis
- Gephyroberyx darwinii
- Hoplostethus mediterraneus

### Lampriformes
- Lampris guttatus
- Lophotus lacepede
- Regalecus glesne
- Trachipterus arcticus
- Trachipterus trachypterus
- Zu cristatus

### Lophiiformes
- Lophius budegassa
- Lophius piscatorius
- Chaunax suttkusi

### Ophidiiformes
- Bellottia apoda
- Cataetyx alleni
- Cataetyx laticeps
- Grammonus ater
- Carapus acus
- Echiodon dentatus
- Echiodon drummondii
- Benthocometes robustus
- Ophidion barbatum
- Ophidion rochei
- Parophidion vassali

### Mugilidae
- Chelon labrosus
- Liza aurata
- Liza carinata
- Liza haematocheila
- Liza ramada
- Liza saliens
- Mugil cephalus
- Oedalechilus labeo

### Atherinomorpha
- Atherina boyeri
- Atherina hepsetus
- Atherina presbyter
- Atherinomorus lacunosus
- Belone belone
- Belone svetovidovi
- Tylosurus acus
- Tylosurus choram
- Scomberesox saurus saurus
- Cheilopogon exsiliens
- Cheilopogon furcatus
- Cheilopogon heterurus
- Exocoetus obtusirostris
- Exocoetus volitans
- Hirundichthys rondeletii
- Hirundichthys speculiger
- Parexocoetus mento
- Hemiramphus far
- Hyporhamphus affinis
- Hyporhamphus picarti
- Aphanius dispar dispar
- Aphanius fasciatus
- Aphanius iberus

### Syngnathiformes
- Fistularia commersonii
- Fistularia petimba
- Macroramphosus scolopax
- Entelurus aequoreus
- Hippocampus fuscus
- Hippocampus guttulatus
- Hippocampus hippocampus
- Minyichthys sentus
- Nerophis lumbriciformis
- Nerophis maculatus
- Nerophis ophidion
- Syngnathus abaster
- Syngnathus acus
- Syngnathus phlegon
- Syngnathus rostellatus
- Syngnathus taenionotus
- Syngnathus tenuirostris
- Syngnathus typhle

### Scorpaeniformes
- Anthias anthias
- Cephalopholis taeniops
- Epinephelus aeneus
- Epinephelus caninus
- Epinephelus coioides
- Epinephelus costae
- Epinephelus malabaricus
- Epinephelus marginatus
- Hyporthodus haifensis
- Mycteroperca rubra
- Serranus atricauda
- Serranus cabrilla
- Serranus hepatus
- Serranus scriba
- Helicolenus dactylopterus
- Trachyscorpia cristulata
- Pontinus kuhlii
- Pterois miles
- Scorpaena azorica
- Scorpaena elongata
- Scorpaena loppei
- Scorpaena maderensis
- Scorpaena notata
- Scorpaena porcus
- Scorpaena scrofa
- Scorpaena stephanica
- Scorpaenodes arenai
- Sebastapistes mauritiana
- Elates ransonnetti
- Papilloculiceps longiceps
- Platycephalus indicus
- Sorsogona prionota
- Chelidonichthys cuculus
- Chelidonichthys lucerna
- Chelidonichthys obscurus
- Eutrigla gurnardus
- Lepidotrigla cavillone
- Lepidotrigla dieuzeidei
- Trigla lyra
- Trigloporus lastoviza
- Peristedion cataphractum

### Cottoidei
- Taurulus bubalis
- Eutelichthys leptochirus
- Paraliparis murieli
- Melanostigma atlanticum
- Cyclopterus lumpus

### Percoidei
- Synagrops japonicus
- Apogon imberbis
- Apogon queketti
- Apogon smithi
- Apogonichthyoides nigripinnis
- Apogonichthyoides pharaonis
- Apogonichthyoides taeniatus
- Brama brama
- Callanthias ruber
- Centracanthus cirrus
- Spicara maena
- Spicara smaris
- Cepola macrophthalma
- Chaetodon hoefleri
- Chaetodon melannotus
- Heniochus intermedius
- Platax teira
- Epigonus constanciae
- Epigonus denticulatus
- Epigonus telescopus
- Microichthys coccoi
- Microichthys sanzoi
- Parapristipoma humile
- Parapristipoma octolineatum
- Plectorhinchus mediterraneus
- Pomadasys incisus
- Pomadasys stridens
- Kyphosus saltatrix
- Equulites klunzingeri
- Lobotes surinamensis
- Lutjanus argentimaculatus
- Lutjanus jocu
- Dicentrarchus labrax
- Dicentrarchus punctatus
- Mullus barbatus
- Mullus surmuletus
- Parupeneus forsskali
- Pseudupeneus prayensis
- Upeneus moluccensis
- Upeneus pori
- Nemipterus japonicus
- Nemipterus randalli
- Pempheris vanicolensis
- Pomatomus saltatrix
- Galeoides decadactylus
- Polyprion americanus
- Priacanthus arenatus
- Rachycentron canadum
- Argyrosomus regius
- Sciaena umbra
- Umbrina canariensis
- Umbrina cirrosa
- Umbrina ronchus
- Sillago sihama
- Boops boops
- Crenidens crenidens
- Dentex dentex
- Dentex gibbosus
- Dentex macrophthalmus
- Dentex maroccanus
- Diplodus annularis
- Diplodus bellottii
- Diplodus cervinus
- Diplodus puntazzo
- Diplodus sargus
- Diplodus vulgaris
- Lithognathus mormyrus
- Oblada melanura
- Pagellus acarne
- Pagellus bellottii
- Pagellus bogaraveo
- Pagellus erythrinus
- Pagrus auriga
- Pagrus caeruleostictus
- Pagrus major
- Pagrus pagrus
- Rhabdosargus haffara
- Sarpa salpa
- Sparus aurata
- Spondyliosoma cantharus
- Pelates quadrilineatus
- Terapon puta
- Terapon therapes

### Gobiidae
- Aphia minuta
- Bathygobius soporator
- Buenia affinis
- Buenia jeffreysii
- Chromogobius quadrivittatus
- Chromogobius zebratus
- Corcyrogobius liechtensteini
- Coryogalops ocheticus
- Crystallogobius linearis
- Deltentosteus collonianus
- Deltentosteus quadrimaculatus
- Didogobius bentuvii
- Didogobius schlieweni
- Didogobius splechtnai
- Favonigobius melanobranchus
- Gammogobius steinitzi
- Gobius ater
- Gobius auratus
- Gobius bucchichi
- Gobius cobitis
- Gobius couchi
- Gobius cruentatus
- Gobius fallax
- Gobius geniporus
- Gobius kolombatovici
- Gobius niger
- Gobius paganellus
- Gobius roulei
- Gobius strictus
- Gobius vittatus
- Gobius xanthocephalus
- Gobiusculus flavescens
- Knipowitschia caucasica
- Knipowitschia panizzae
- Lebetus guilleti
- Lesueurigobius friesii
- Lesueurigobius sanzi
- Lesueurigobius suerii
- Millerigobius macrocephalus
- Neogobius melanostomus[1]
- Odondebuenia balearica
- Oxyurichthys papuensis
- Oxyurichthys petersi
- Pomatoschistus bathi
- Pomatoschistus canestrinii
- Pomatoschistus knerii
- Pomatoschistus marmoratus
- Pomatoschistus microps
- Pomatoschistus minutus
- Pomatoschistus norvegicus
- Pomatoschistus pictus
- Pomatoschistus quagga
- Pomatoschistus tortonesei
- Pseudaphya ferreri
- Silhouettea aegyptia
- Speleogobius trigloides
- Thorogobius ephippiatus
- Thorogobius macrolepis
- Vanneaugobius dollfusi
- Vanneaugobius pruvoti
- Zebrus zebrus
- Zosterisessor ophiocephalus

### Blenniidae
- Aidablennius sphynx
- Blennius ocellaris
- Coryphoblennius galerita
- Hypleurochilus bananensis
- Lipophrys adriaticus
- Lipophrys canevae
- Lipophrys dalmatinus
- Lipophrys nigriceps
- Lipophrys pholis
- Omobranchus punctatus
- Parablennius gattorugine
- Parablennius incognitus
- Parablennius pilicornis
- Parablennius rouxi
- Parablennius sanguinolentus
- Parablennius tentacularis
- Parablennius zvonimiri
- Paralipophrys trigloides
- Petroscirtes ancylodon
- Salaria basilisca
- Salaria pavo
- Scartella cristata

### Callionymidae
- Clinitrachus argentatus
- Tripterygion delaisi
- Tripterygion melanurum
- Tripterygion tripteronotum
- Callionymus fasciatus
- Callionymus filamentosus
- Callionymus lyra
- Callionymus maculatus
- Callionymus pusillus
- Callionymus reticulatus
- Callionymus risso
- Synchiropus phaeton

### Gobiesocidae
- Apletodon dentatus
- Apletodon incognitus
- Apletodon microcephalus
- Diplecogaster bimaculata
- Gouania willdenowi
- Lepadogaster candolii
- Lepadogaster lepadogaster
- Lepadogaster purpurea
- Opeatogenys gracilis

### Labridae
- Acantholabrus palloni
- Centrolabrus exoletus
- Centrolabrus trutta
- Coris julis
- Ctenolabrus rupestris
- Iniistius pavo
- Labrus bergylta
- Labrus merula
- Labrus mixtus
- Labrus viridis
- Lappanella fasciata
- Pteragogus pelycus
- Symphodus bailloni
- Symphodus cinereus
- Symphodus doderleini
- Symphodus mediterraneus
- Symphodus melanocercus
- Symphodus melops
- Symphodus ocellatus
- Symphodus roissali
- Symphodus rostratus
- Symphodus tinca
- Thalassoma pavo
- Xyrichtys novacula
- Scarus ghobban
- Sparisoma cretense

### Pomacentridae
- Abudefduf vaigiensis
- Chromis chromis
- Chromis viridis

### Carangoidei
- Echeneis naucrates
- Remora australis
- Remora brachyptera
- Remora osteochir
- Remora remora
- Coryphaena equiselis
- Coryphaena hippurus
- Alectis alexandrinus
- Alepes djedaba
- Campogramma glaycos
- Caranx crysos
- Caranx hippos
- Caranx rhonchus
- Decapterus macarellus
- Decapterus punctatus
- Decapterus russelli
- Elagatis bipinnulata
- Lichia amia
- Naucrates ductor
- Pseudocaranx dentex
- Selene dorsalis
- Seriola carpenteri
- Seriola dumerili
- Seriola fasciata
- Seriola rivoliana
- Trachinotus ovatus
- Trachurus mediterraneus
- Trachurus picturatus
- Trachurus trachurus

### Stromateoidei
- Centrolophus niger
- Hyperoglyphe perciformis
- Schedophilus medusophagus
- Schedophilus ovalis
- Cubiceps capensis
- Cubiceps gracilis
- Psenes pellucidus
- Pampus argenteus
- Stromateus fiatola

### Sphyraenidae
- Sphyraena chrysotaenia
- Sphyraena flavicauda
- Sphyraena obtusata
- Sphyraena sphyraena
- Sphyraena viridensis

### Xiphioidei
- Istiophorus platypterus
- Makaira indica
- Makaira nigricans
- Tetrapturus albidus
- Tetrapturus belone
- Tetrapturus georgii
- Xiphias gladius

### Scombroidei
- Ruvettus pretiosus
- Lepidopus caudatus
- Trichiurus lepturus
- Acanthocybium solandri
- Auxis rochei rochei
- Auxis thazard
- Euthynnus alletteratus
- Katsuwonus pelamis
- Orcynopsis unicolor
- Rastrelliger kanagurta
- Sarda sarda
- Scomber colias
- Scomber scombrus
- Scomberomorus commerson
- Scomberomorus tritor
- Thunnus alalunga
- Thunnus thynnus

### Trachinoidei
- Ammodytes tobianus
- Champsodon nudivittis
- Champsodon vorax
- Gymnammodytes cicerelus
- Gymnammodytes semisquamatus
- Pinguipes brasilianus
- Uranoscopus scaber
- Echiichthys vipera
- Trachinus aranaeus
- Trachinus draco
- Trachinus radiatus

### Pleuronectiformes
- Arnoglossus grohmanni
- Arnoglossus imperialis
- Arnoglossus kessleri
- Arnoglossus laterna
- Arnoglossus rueppelii
- Arnoglossus thori
- Bothus podas
- Citharus linguatula
- Platichthys flesus
- Pleuronectes platessa
- Lepidorhombus boscii
- Lepidorhombus whiffiagonis
- Psetta maxima
- Scophthalmus rhombus
- Zeugopterus punctatus
- Zeugopterus regius
- Bathysolea profundicola
- Buglossidium luteum
- Dicologlossa cuneata
- Dicologlossa hexophthalma
- Microchirus azevia
- Microchirus boscanion
- Microchirus ocellatus
- Microchirus variegatus
- Monochirus hispidus
- Pegusa impar
- Pegusa lascaris
- Solea aegyptiaca
- Solea senegalensis
- Solea solea
- Synaptura lusitanica
- Synapturichthys kleinii
- Cynoglossus sinusarabici
- Symphurus ligulatus
- Symphurus nigrescens

### Acanthuroidei
- Acanthurus monroviae
- Luvarus imperialis
- Siganus luridus
- Siganus rivulatus

### Tetraodontiformes
- Balistes capriscus
- Cyclichthys spilostylus
- Diodon hystrix
- Mola mola
- Ranzania laevis
- Stephanolepis diaspros
- Acanthostracion notacanthus
- Acanthostracion quadricornis
- Lactophrys trigonus
- Tetrosomus gibbosus
- Tetragonurus cuvieri
- Arothron hispidus
- Ephippion guttifer
- Lagocephalus lagocephalus
- Lagocephalus sceleratus
- Lagocephalus spadiceus
- Lagocephalus suezensis
- Sphoeroides marmoratus
- Sphoeroides pachygaster
- Torquigener flavimaculosus
- Tylerius spinosissimus

### Alte
- Halobatrachus didactylus
- Gasterosteus aculeatus
- Dactylopterus volitans
- Capros aper

## Galerie

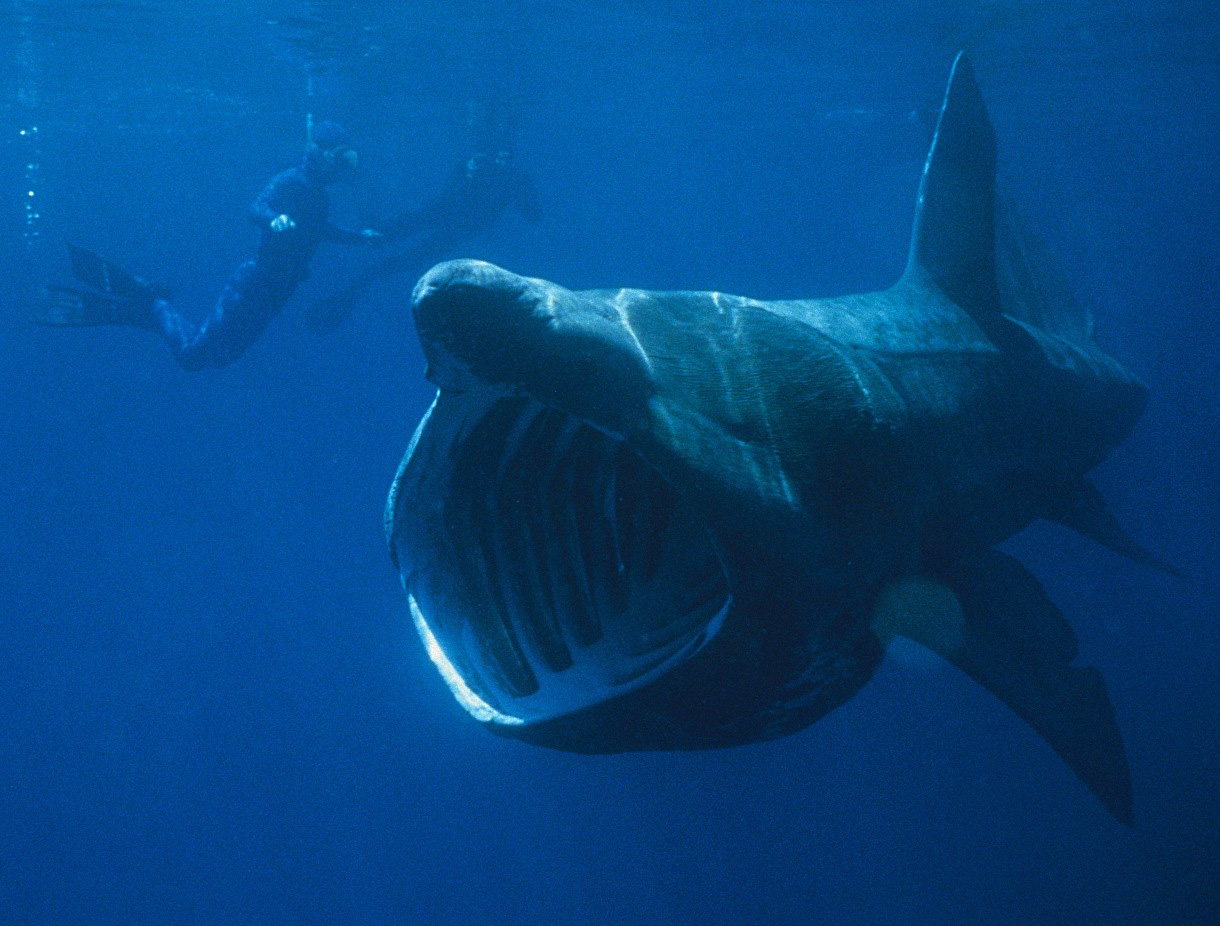
Cetorhinus maximus
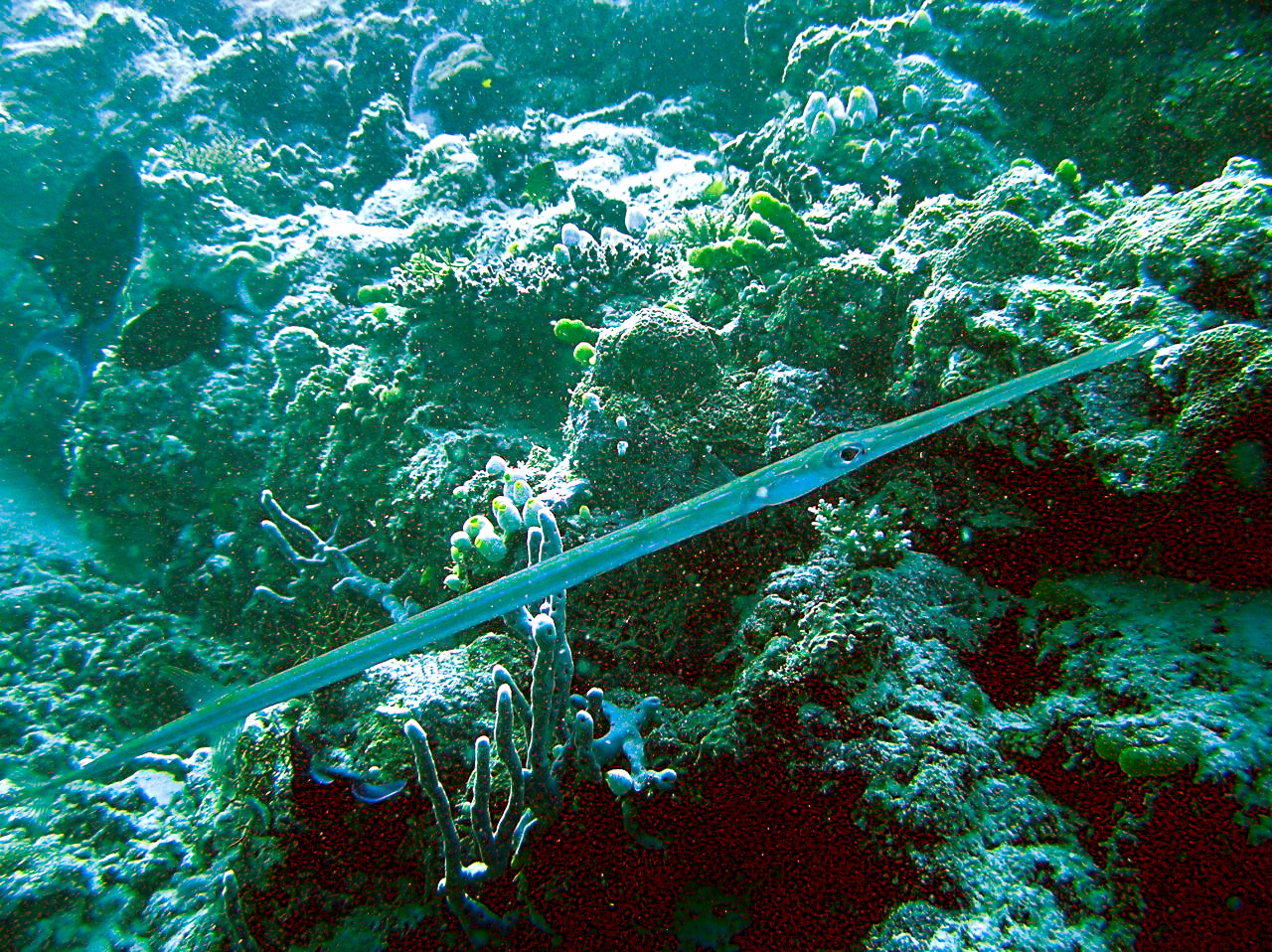
Fistularia commersonii
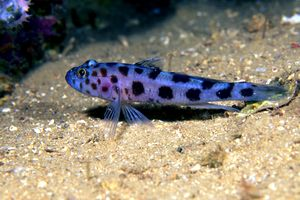
Thorogobius ephippiatus
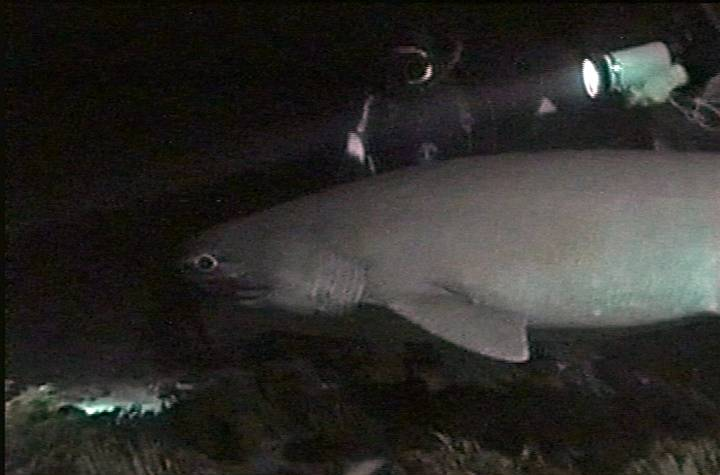
Hexanchus griseus
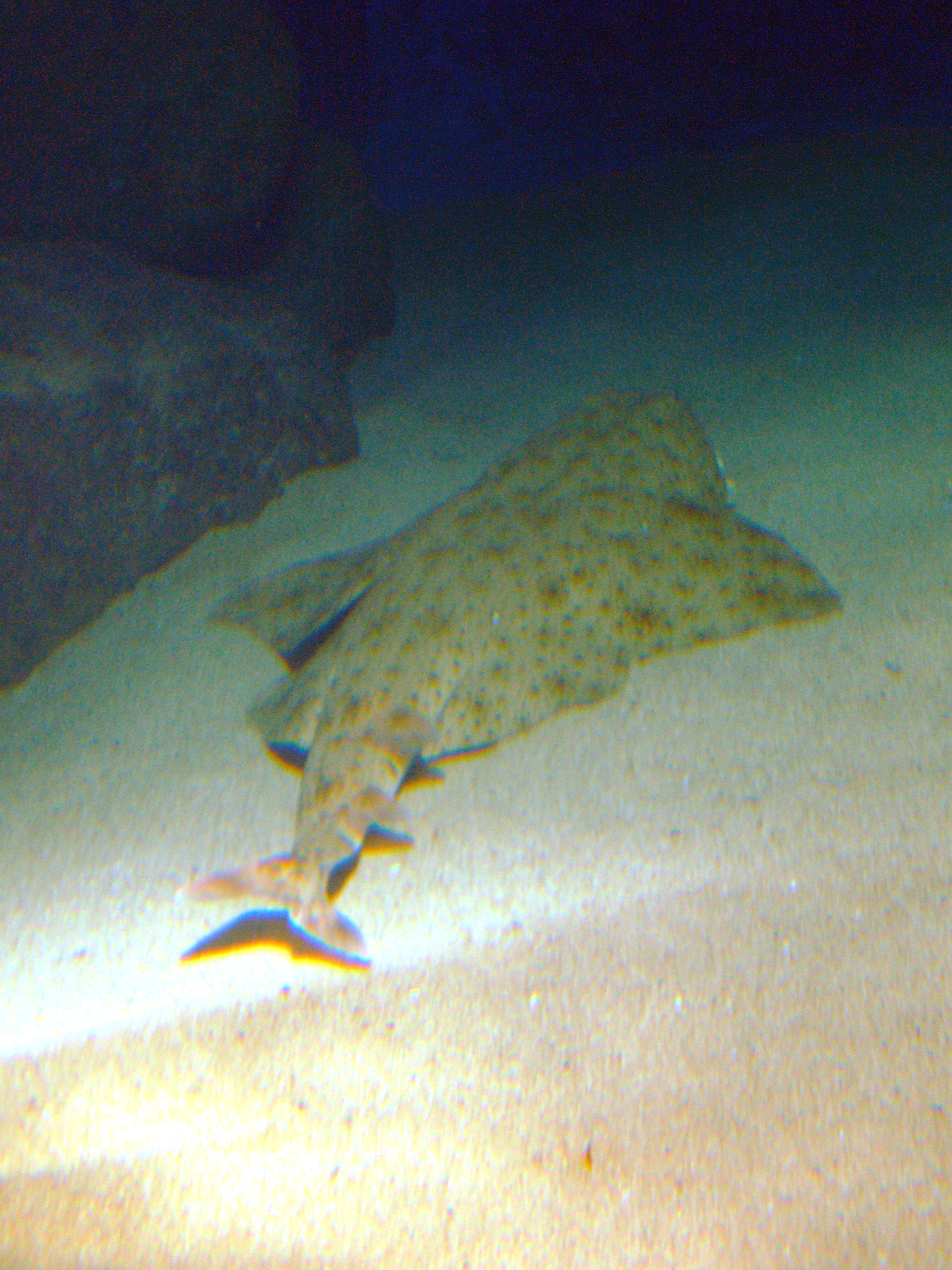
Squatina squatina
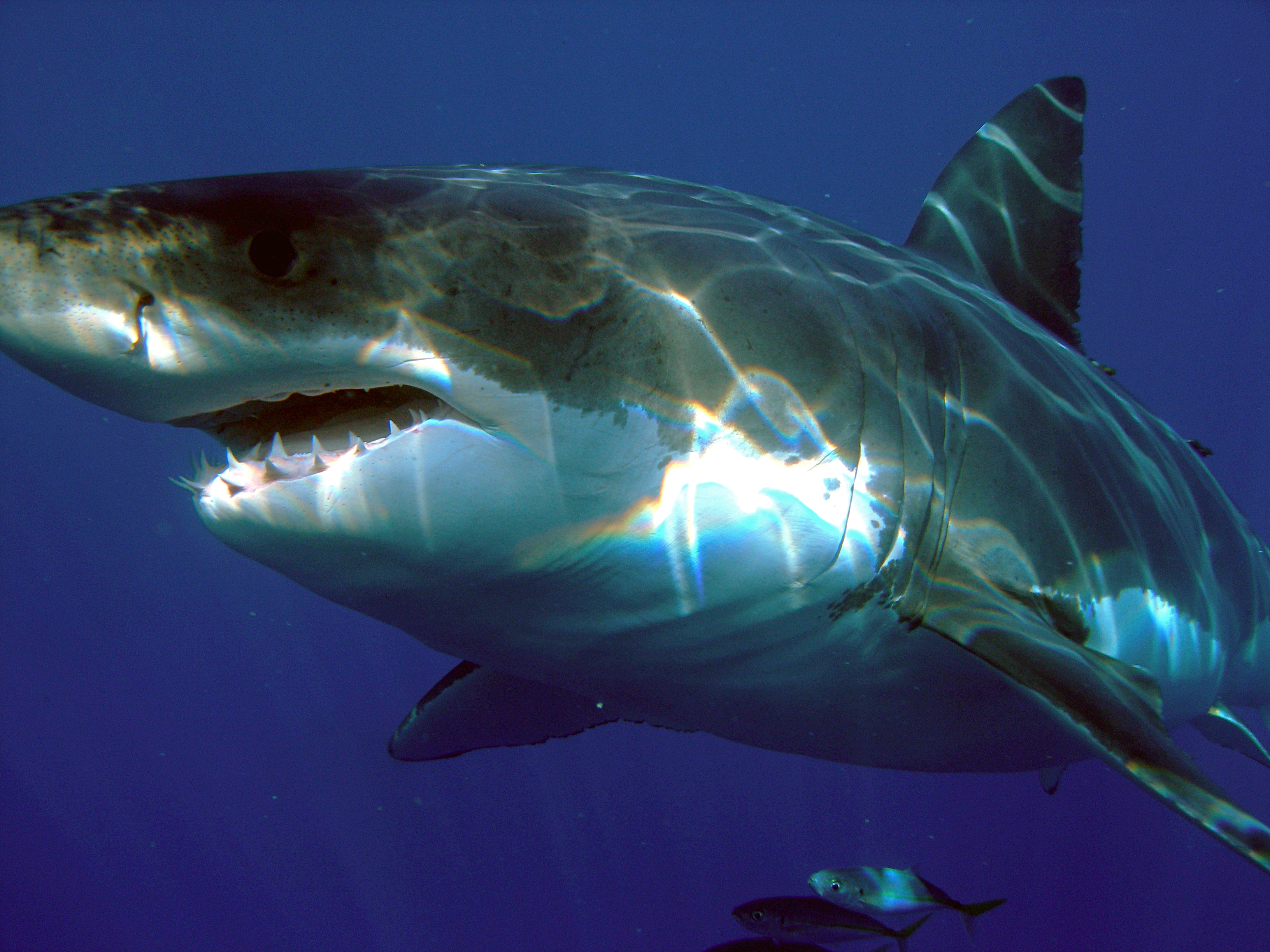
Carcharodon carcharias
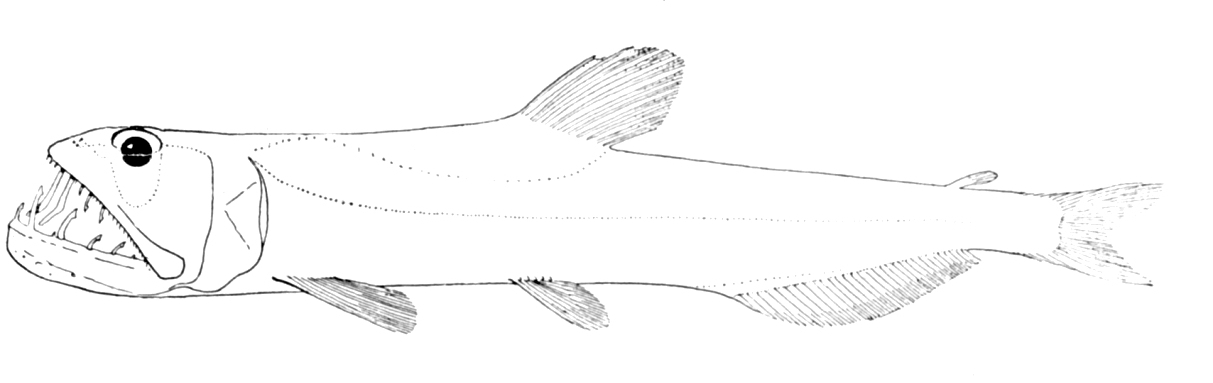
Evermannella balbo
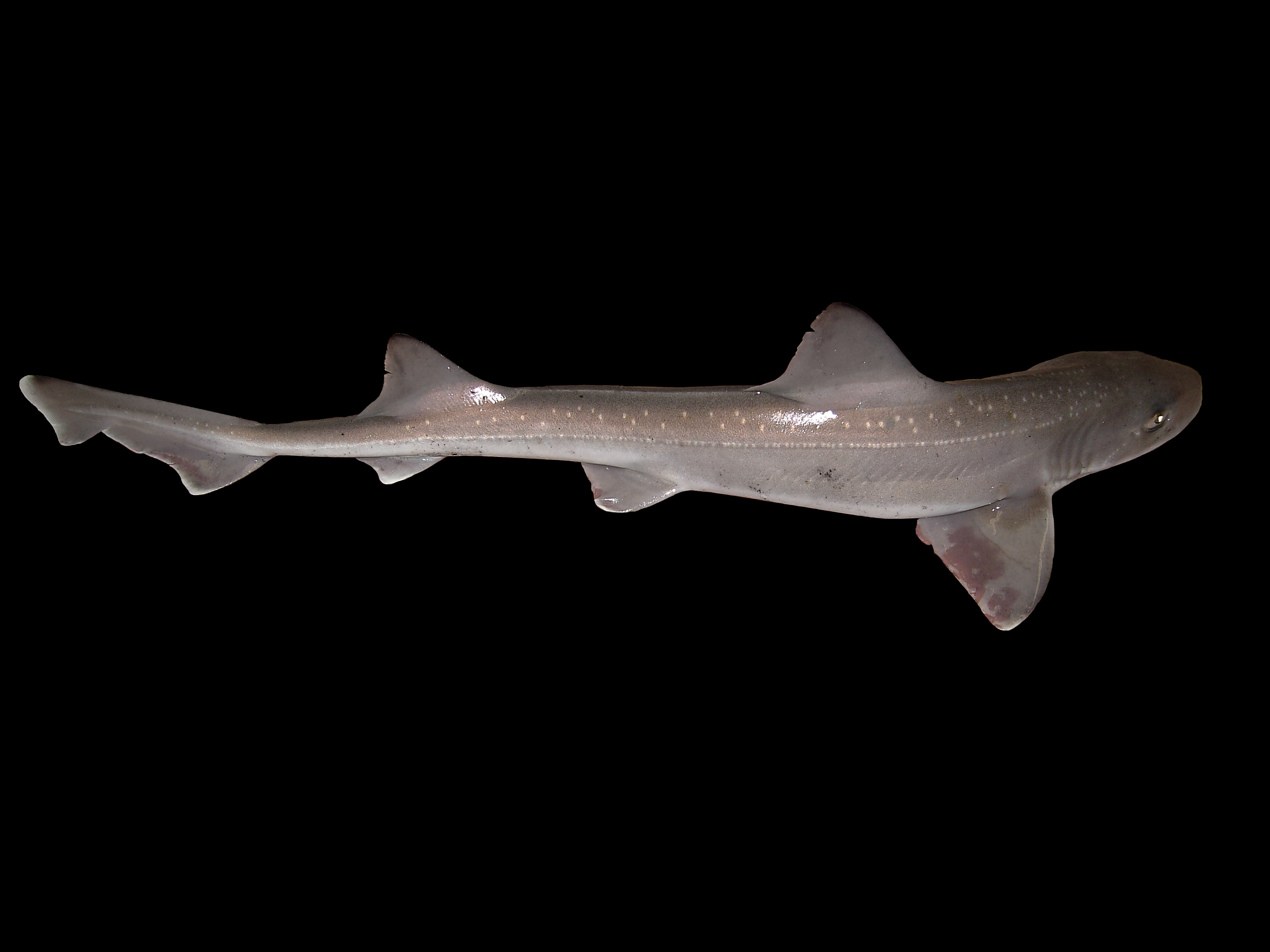
Mustelus mustelus
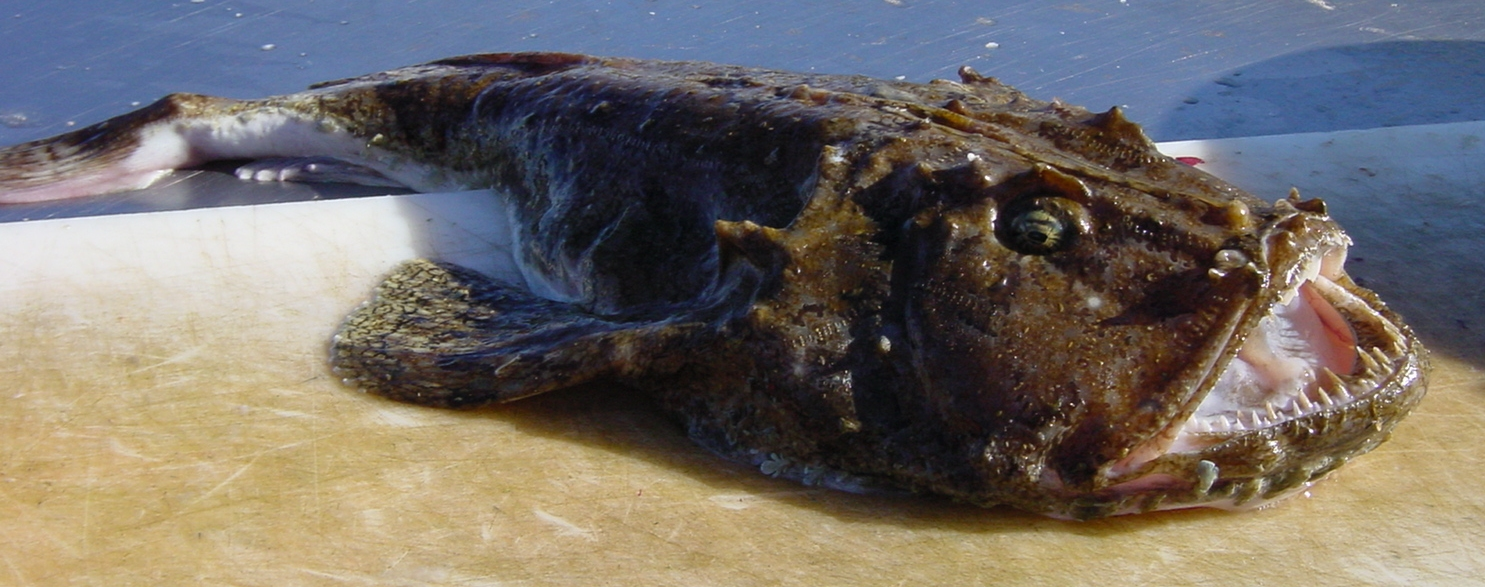
Lophius piscatorius
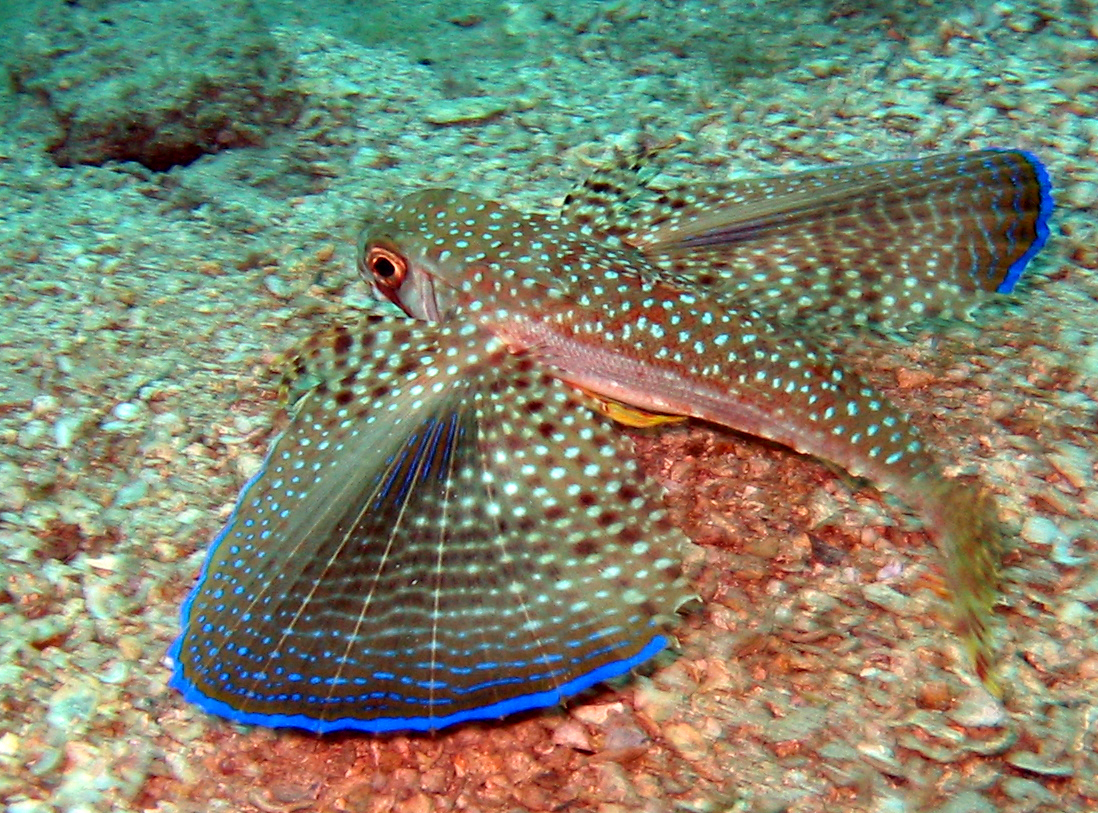
Dactylopterus volitans
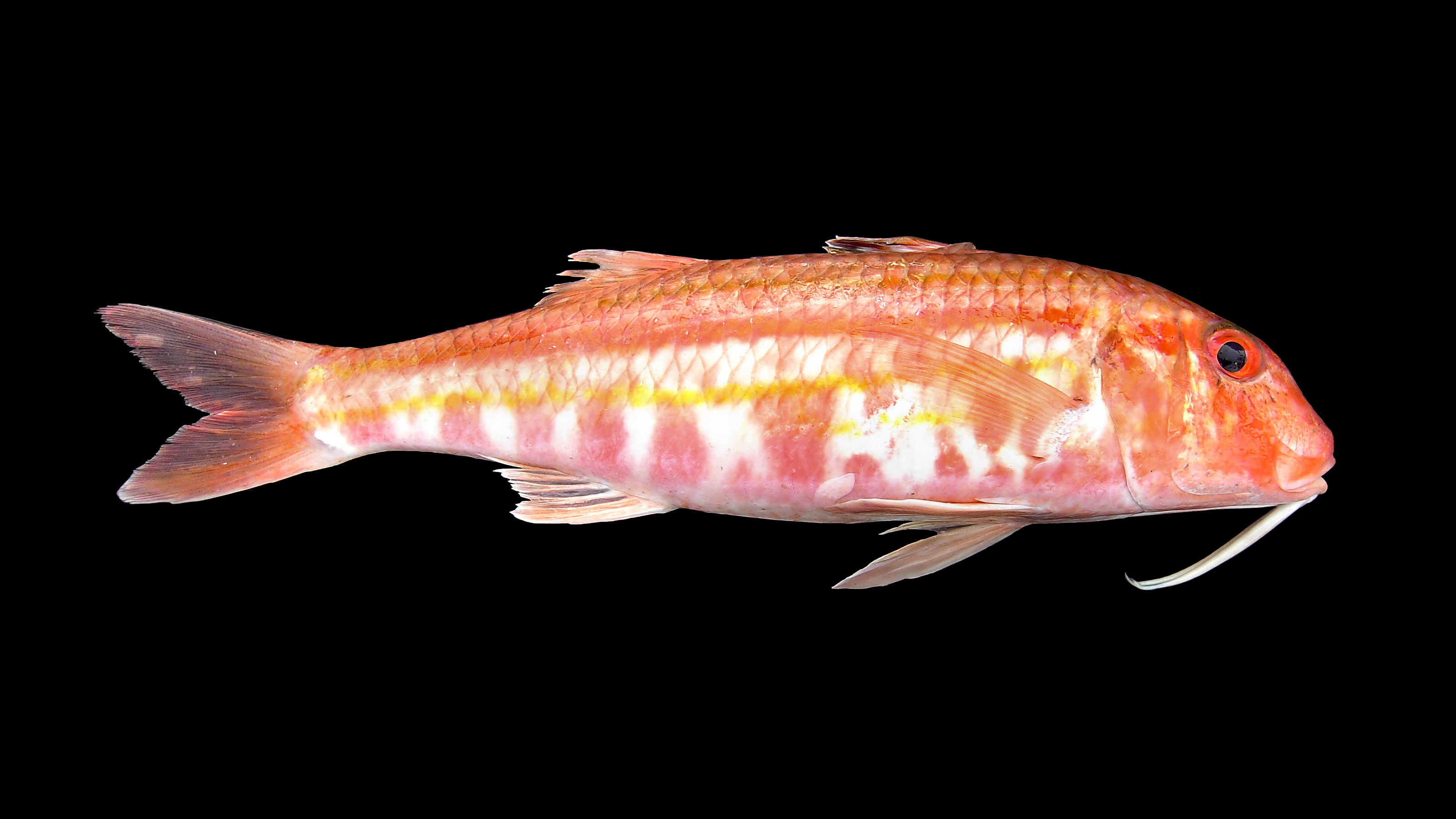
Mullus barbatus
Seriola dumerili
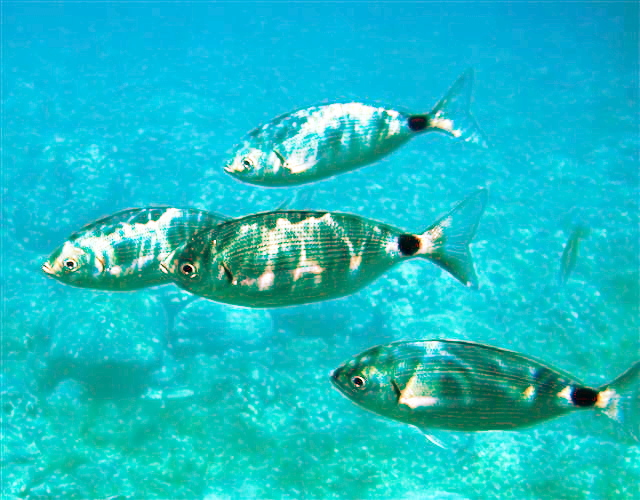
Oblada melanura
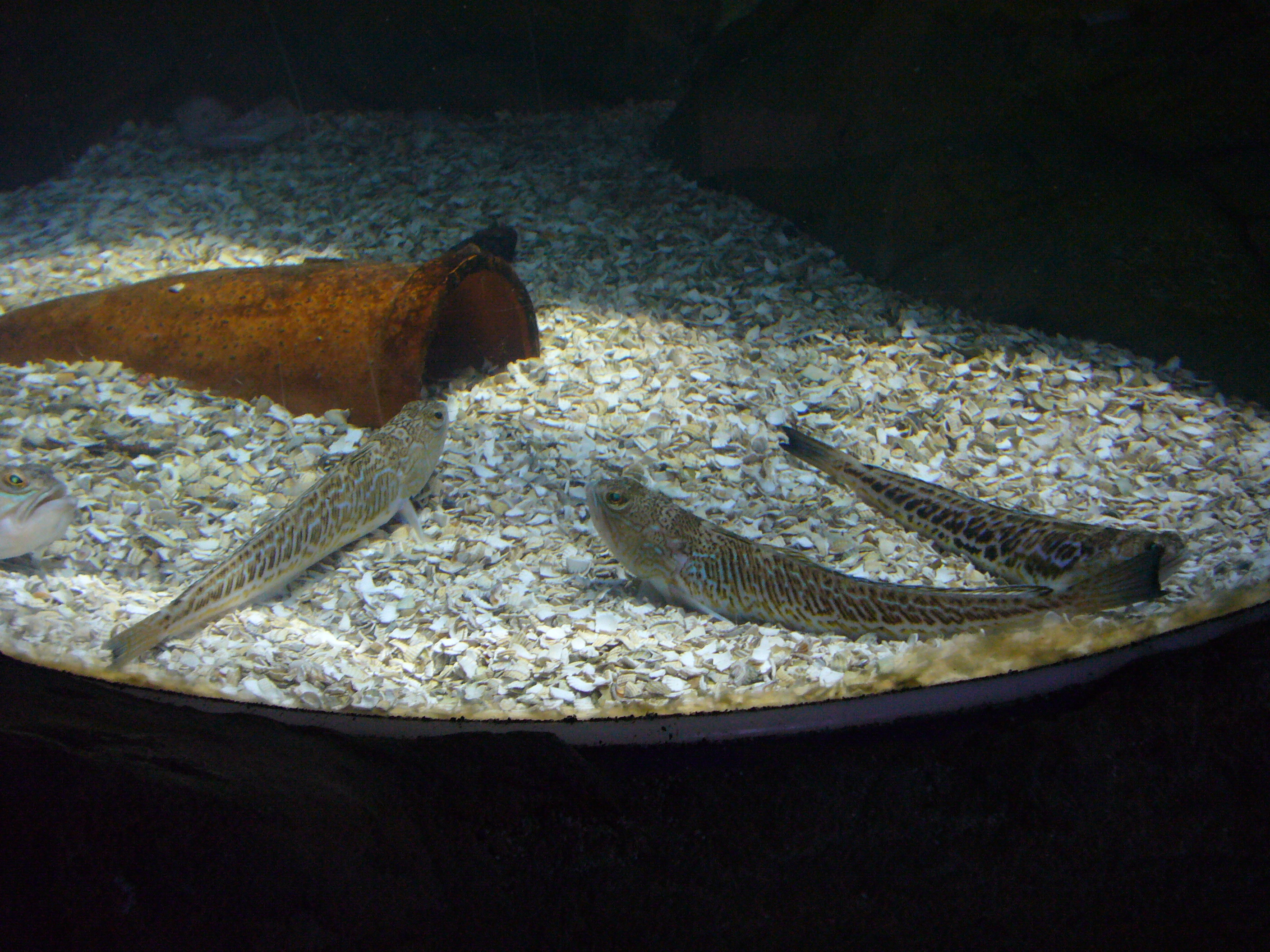
Trachinus draco
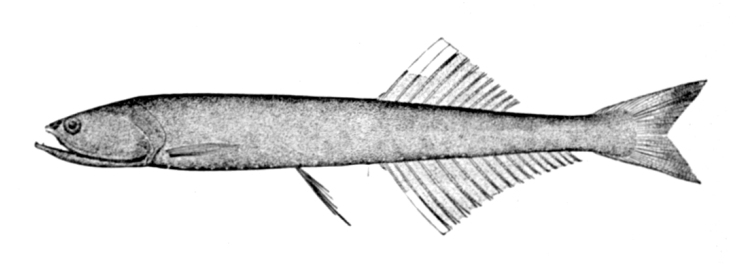
Cyclothone microdon
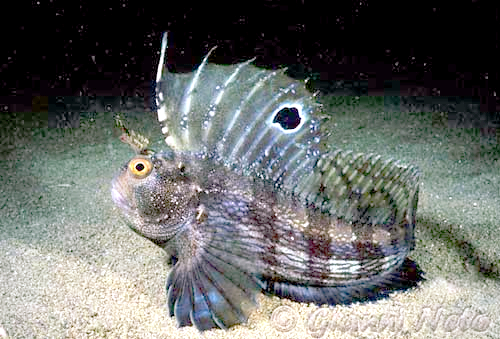
Blennius ocellaris
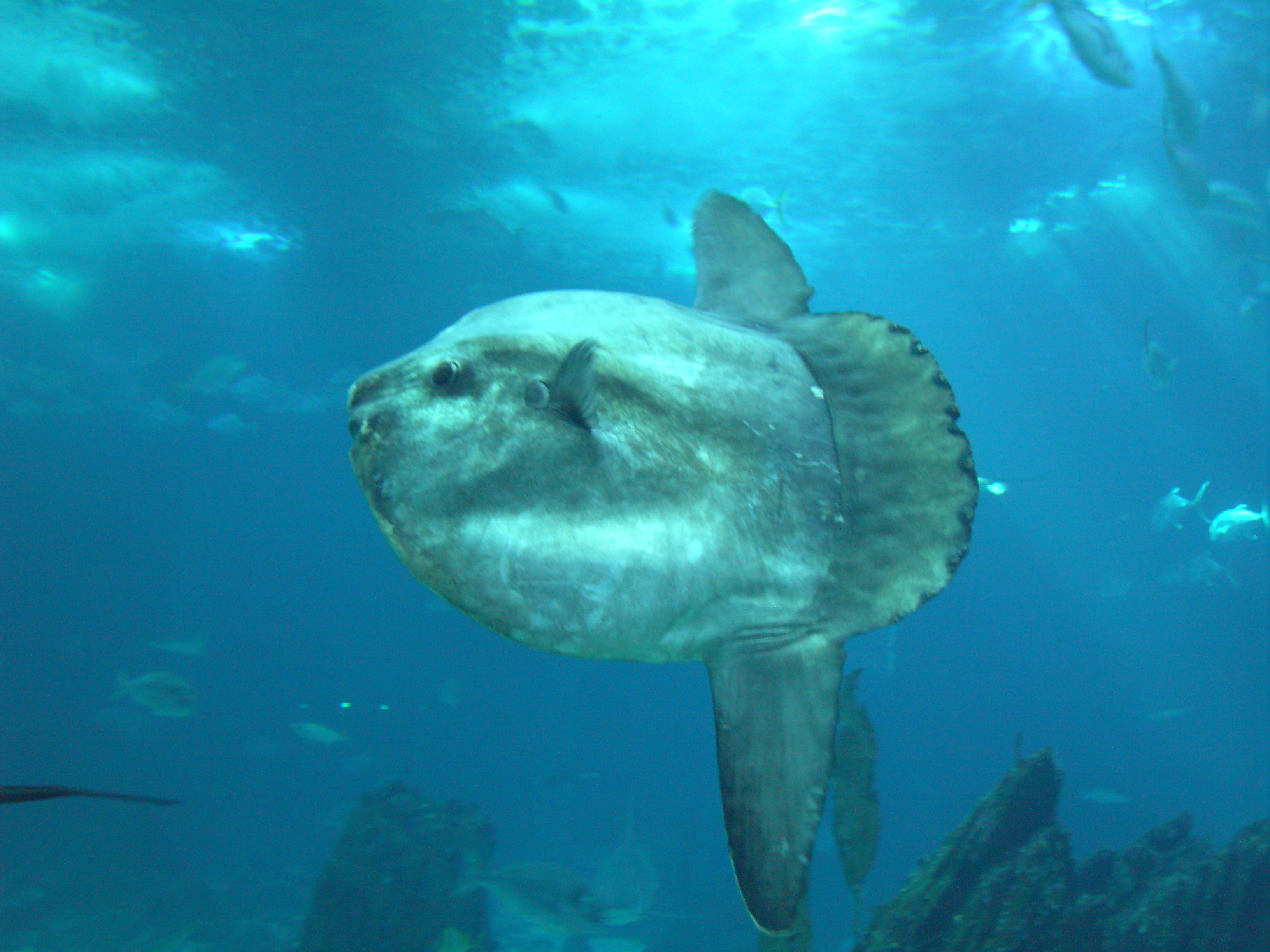
Mola mola
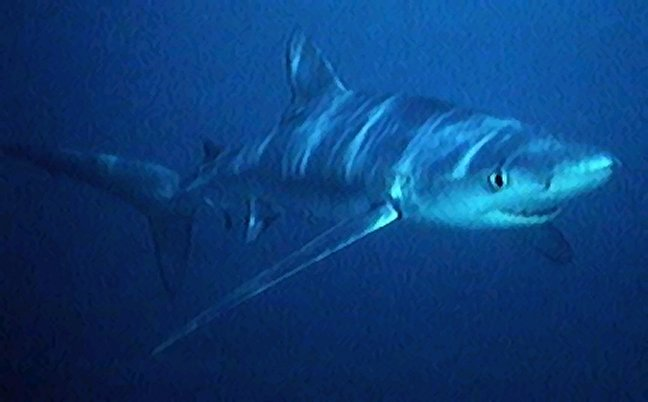
Prionace glauca
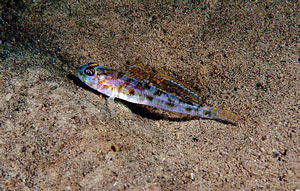
Lesueurigobius friesii
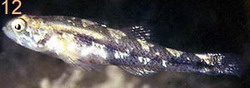
Knipowitschia caucasica
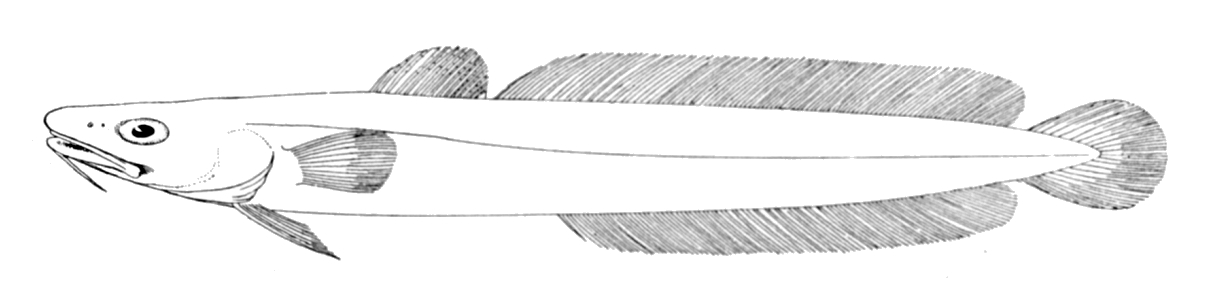
Molva molva
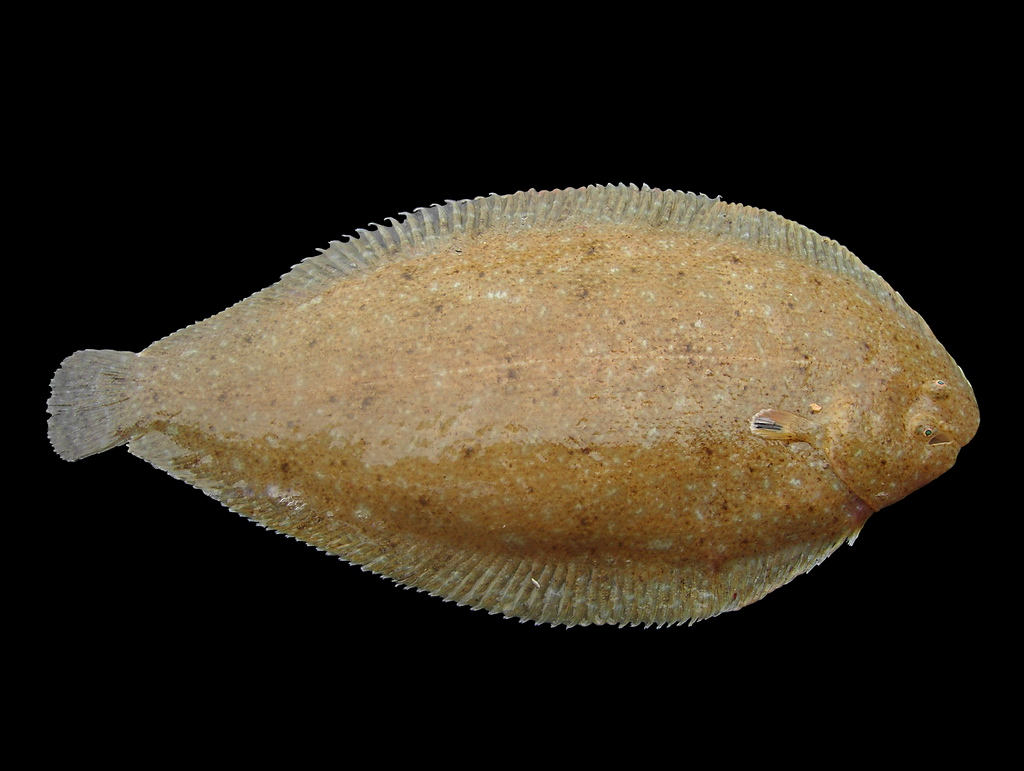
Pegusa lascaris
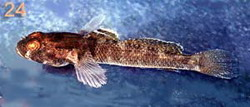
Zebrus zebrus
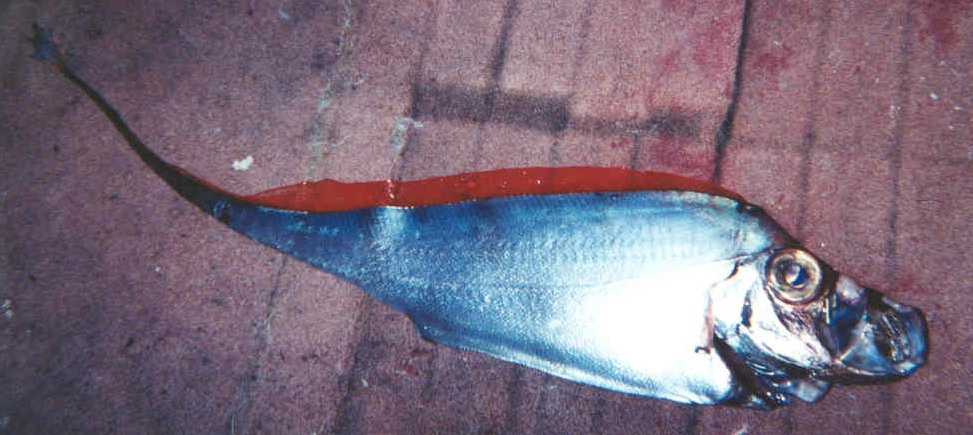
Zu cristatus
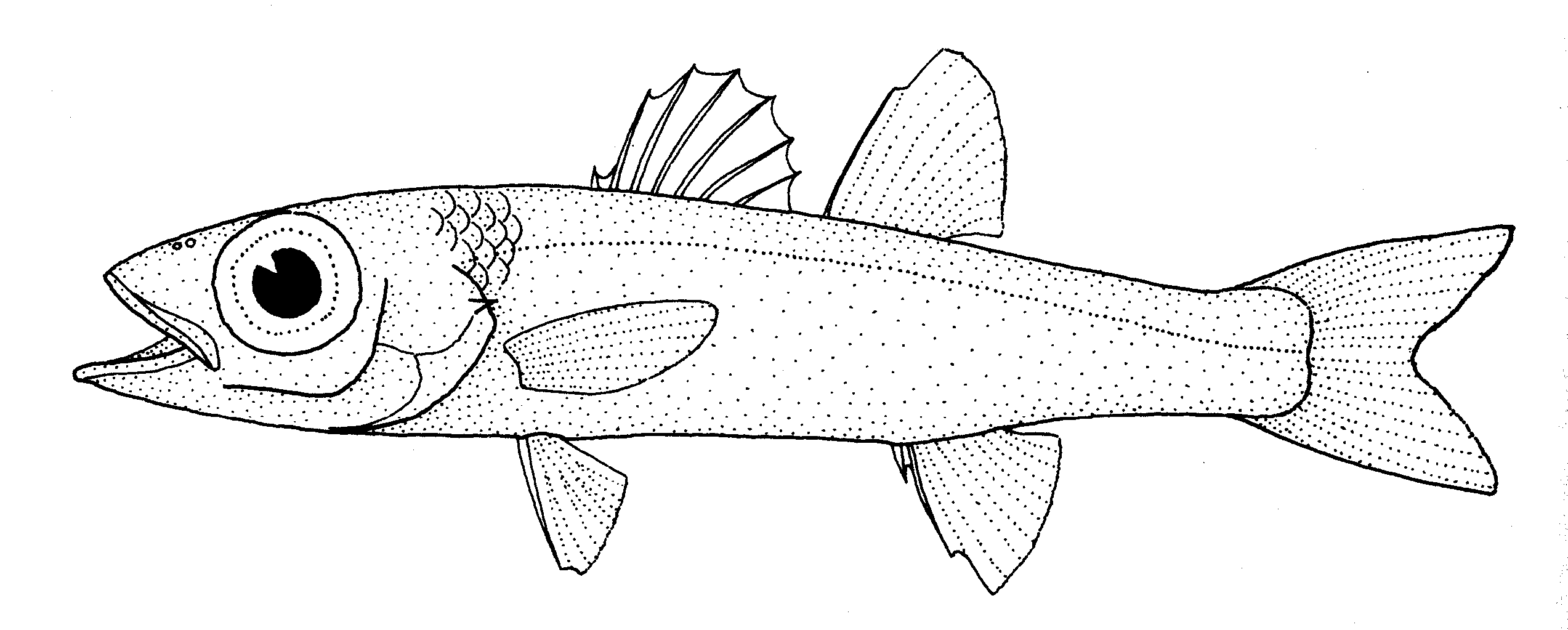
Epigonus telescopus
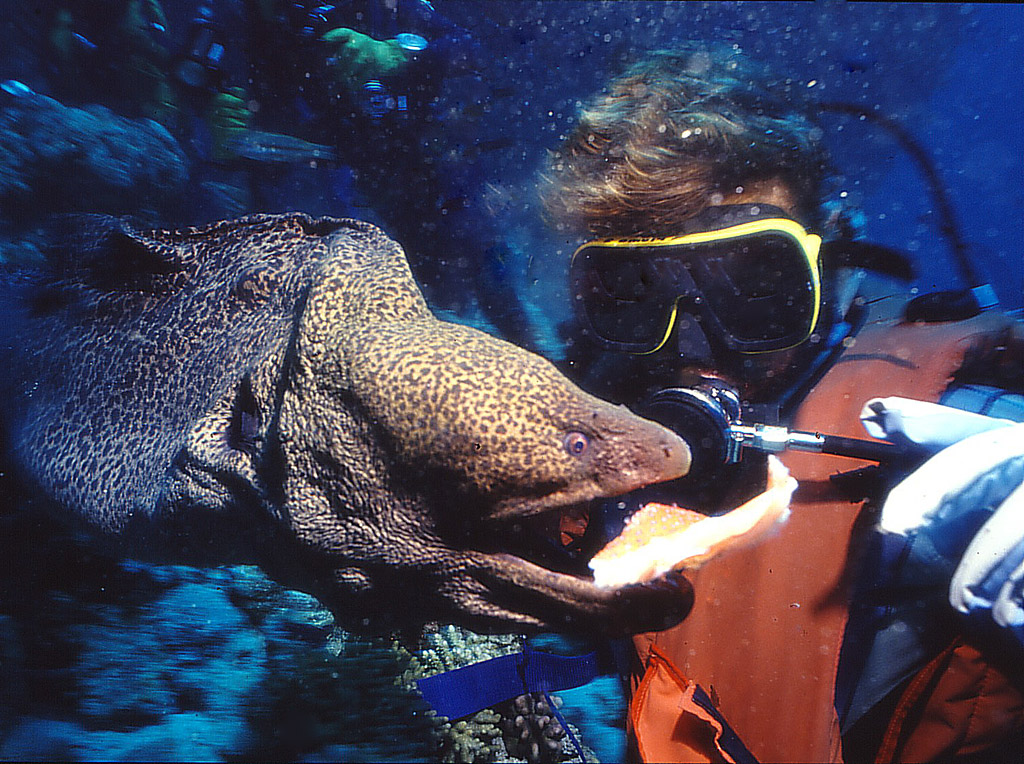
Muraena helena
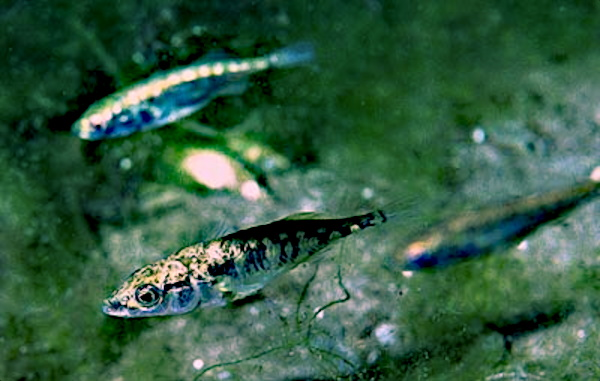
Gasterosteus aculeatus
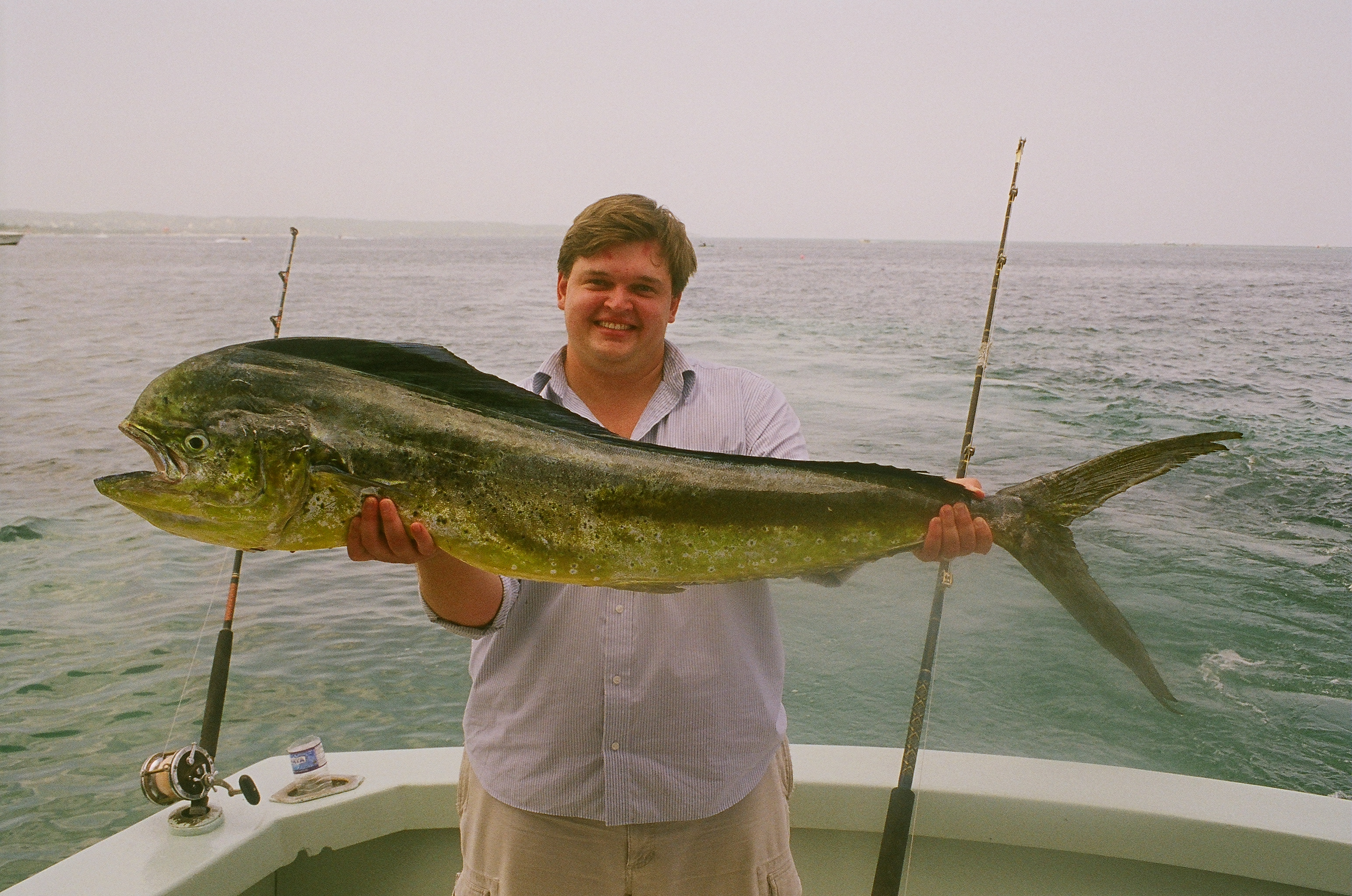
Coryphaena hippurus
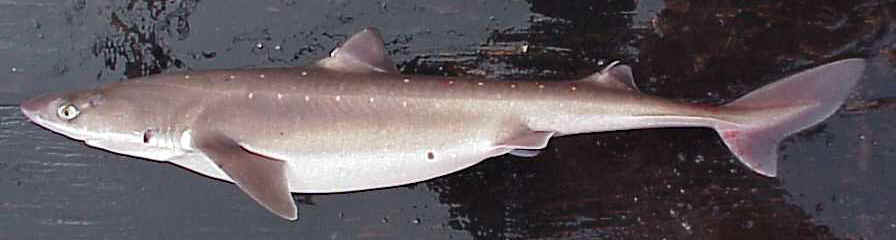
Squalus acanthias
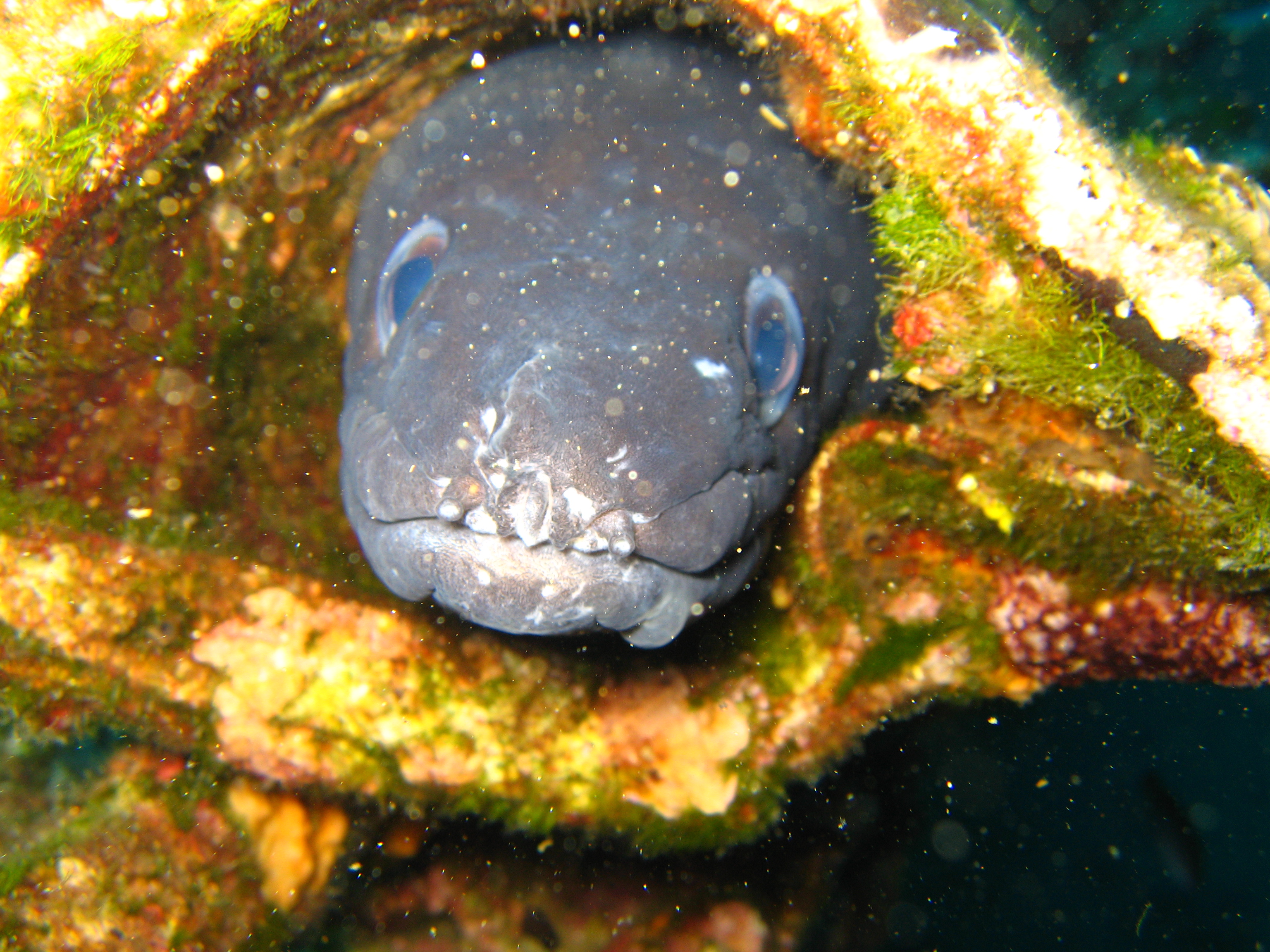
Conger conger
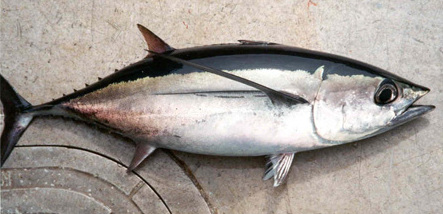
Thunnus alalunga
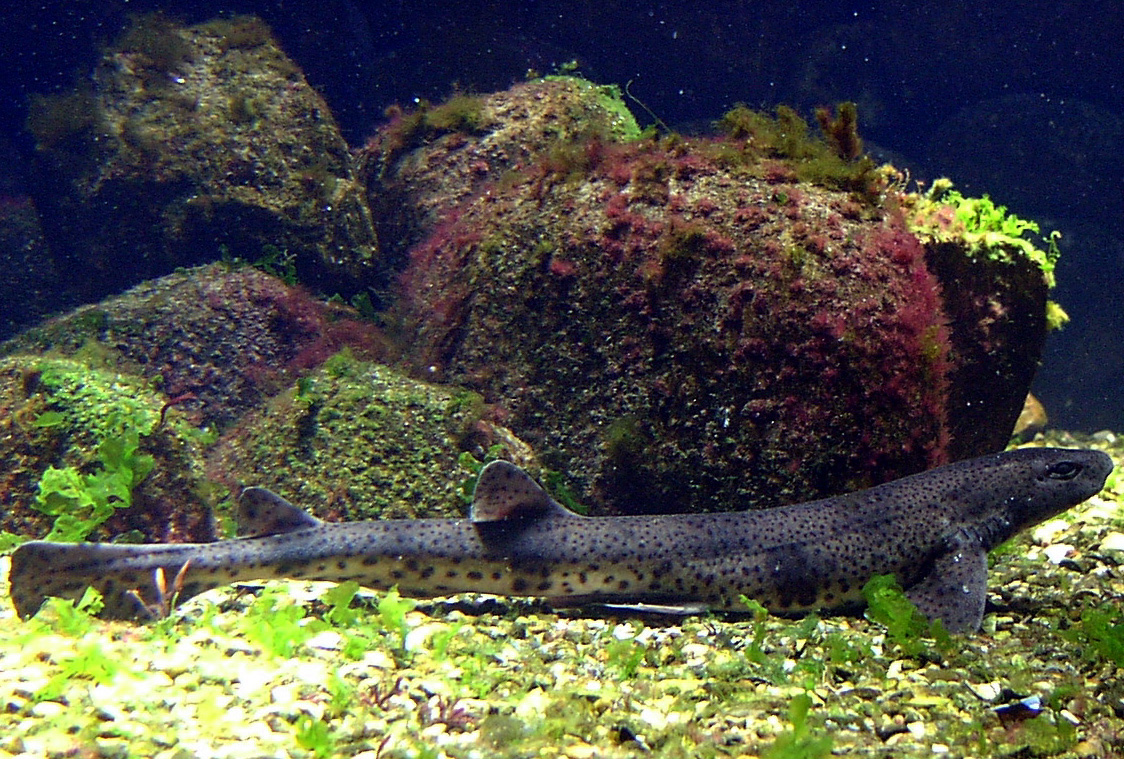
Scyliorhinus canicula
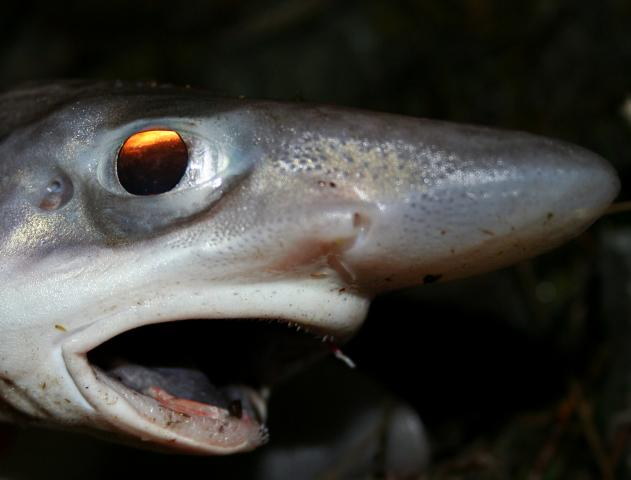
Galeus melastomus
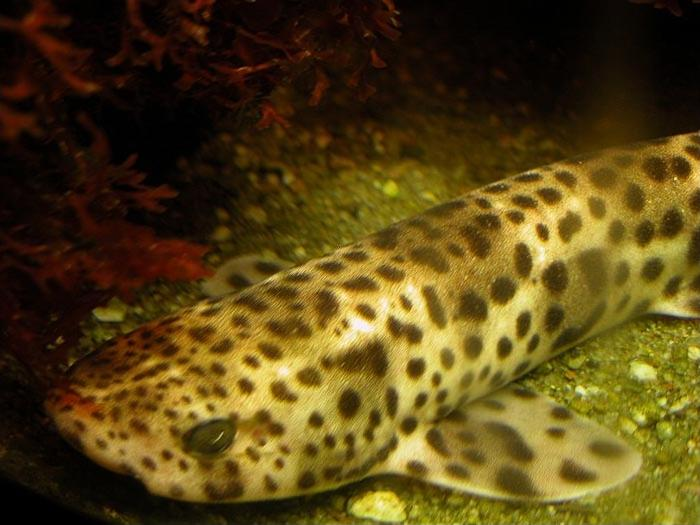
Scyliorhinus stellaris
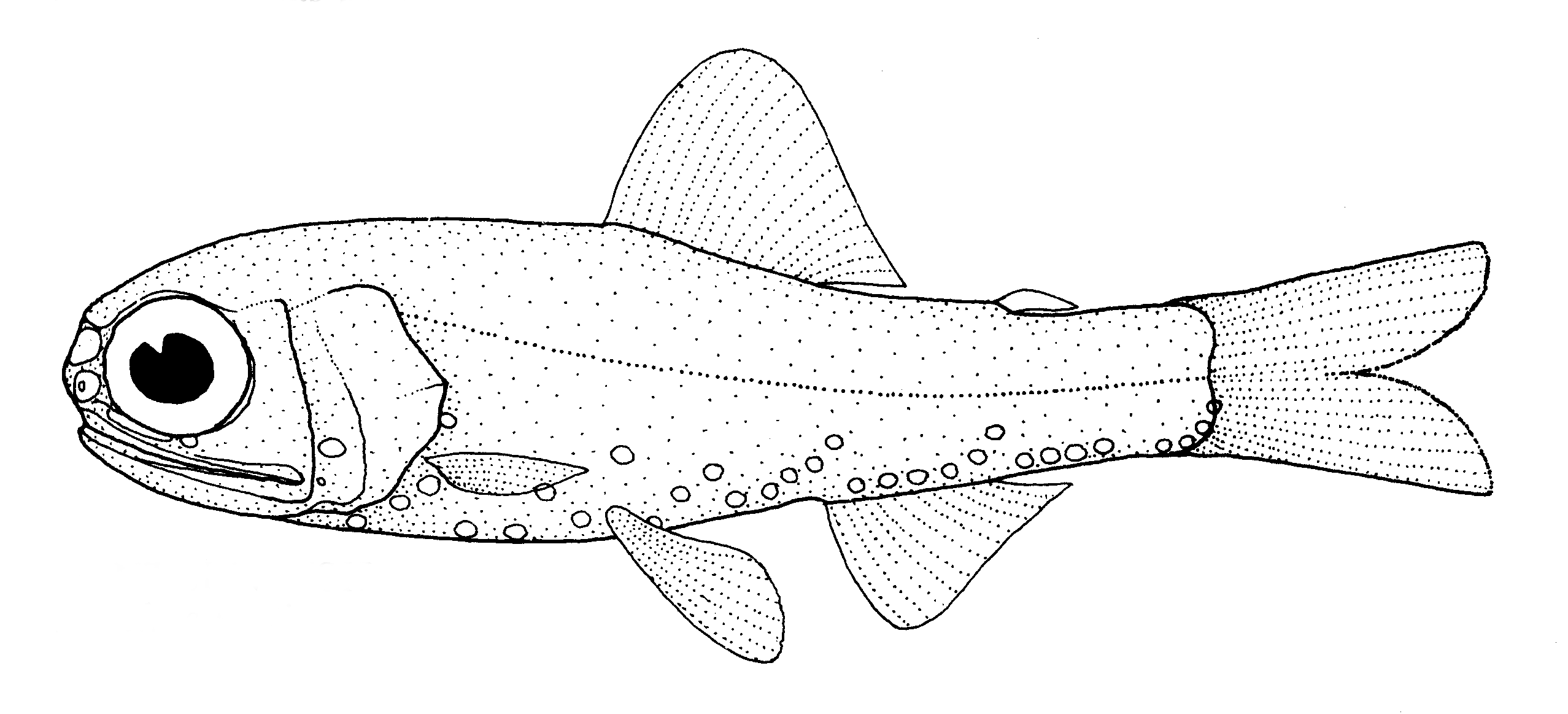
Diaphus holti
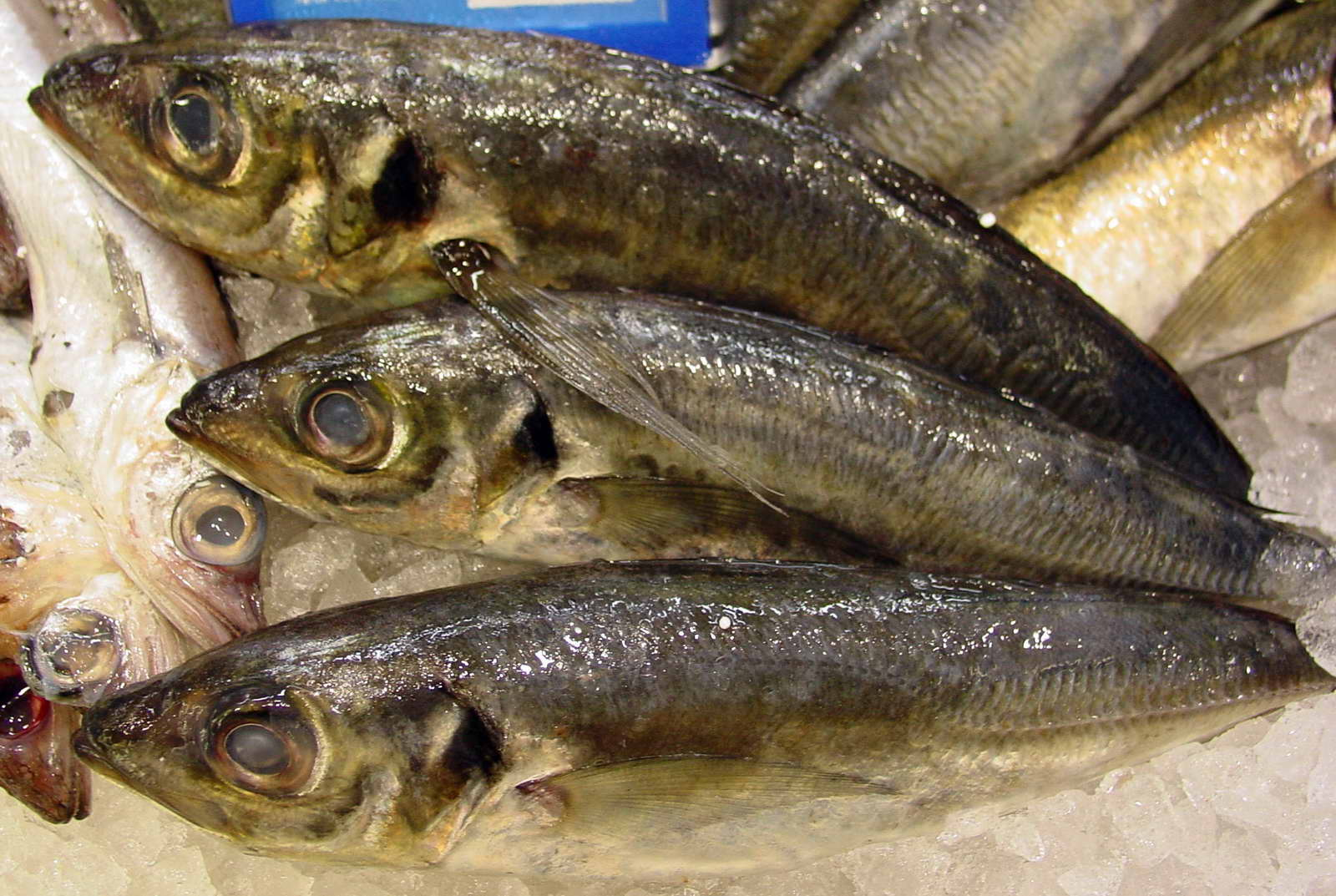
Trachurus trachurus
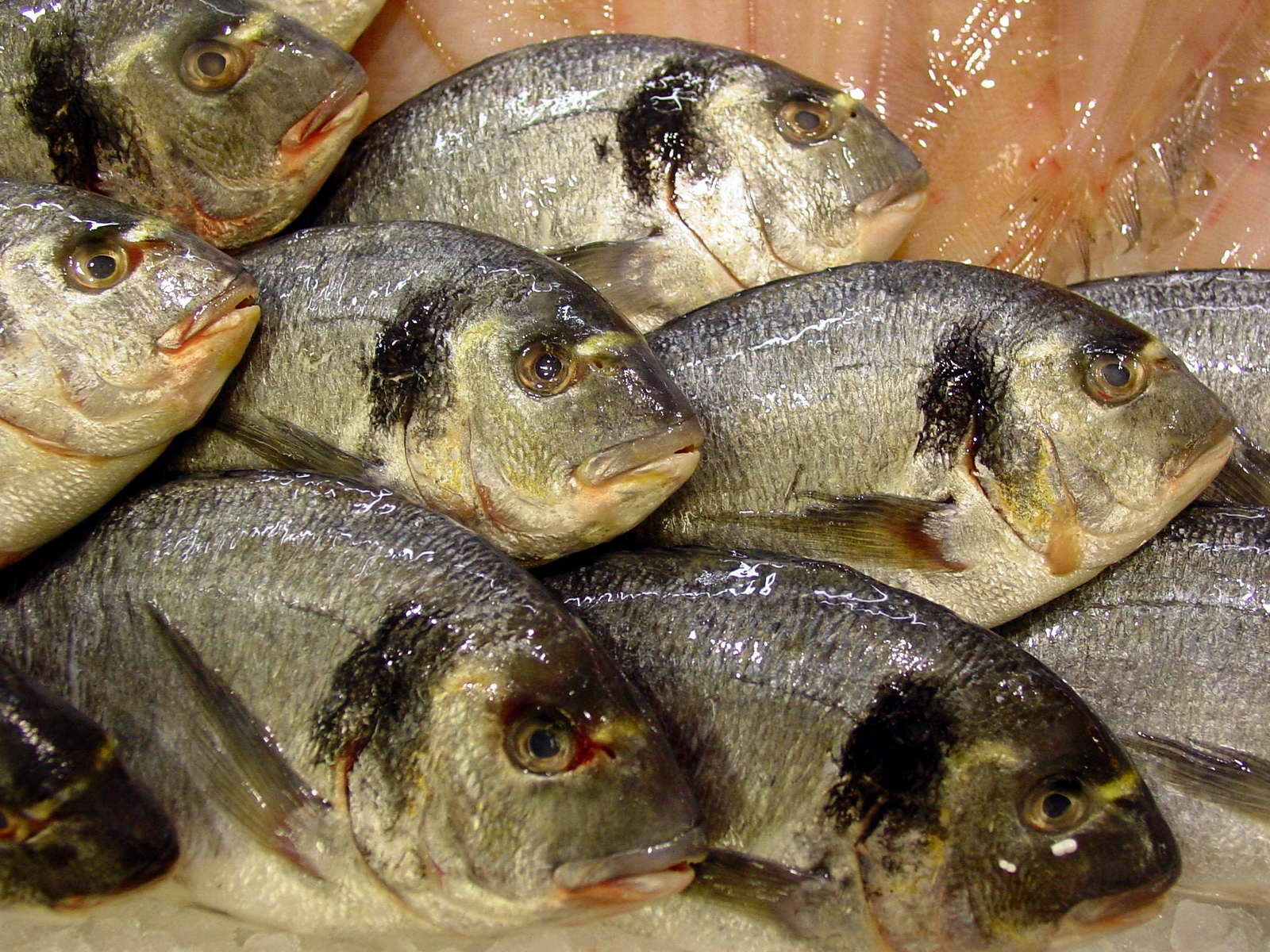
Sparus aurata
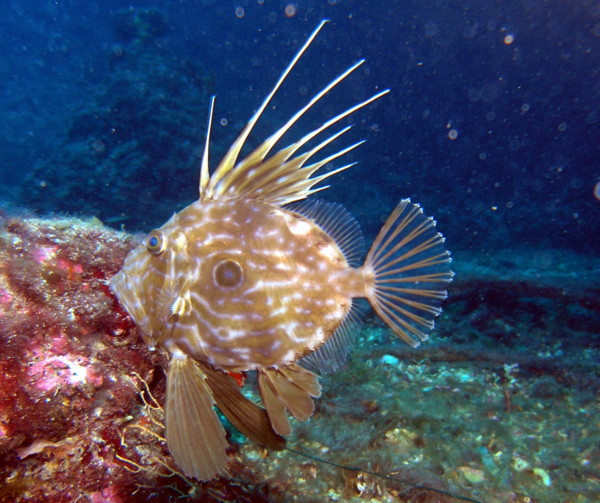
Zeus faber
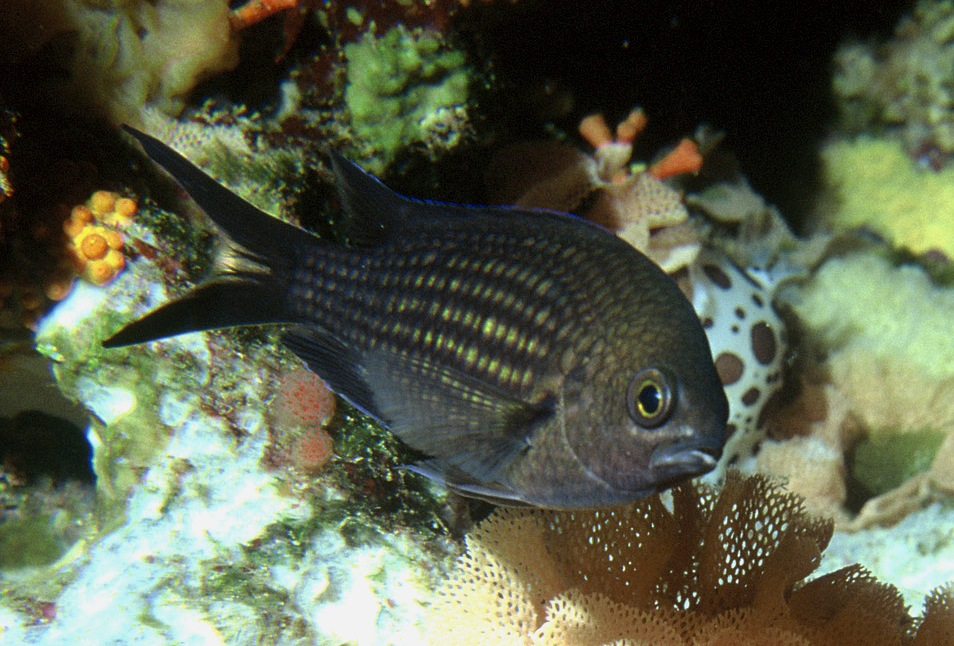
Chromis chromis
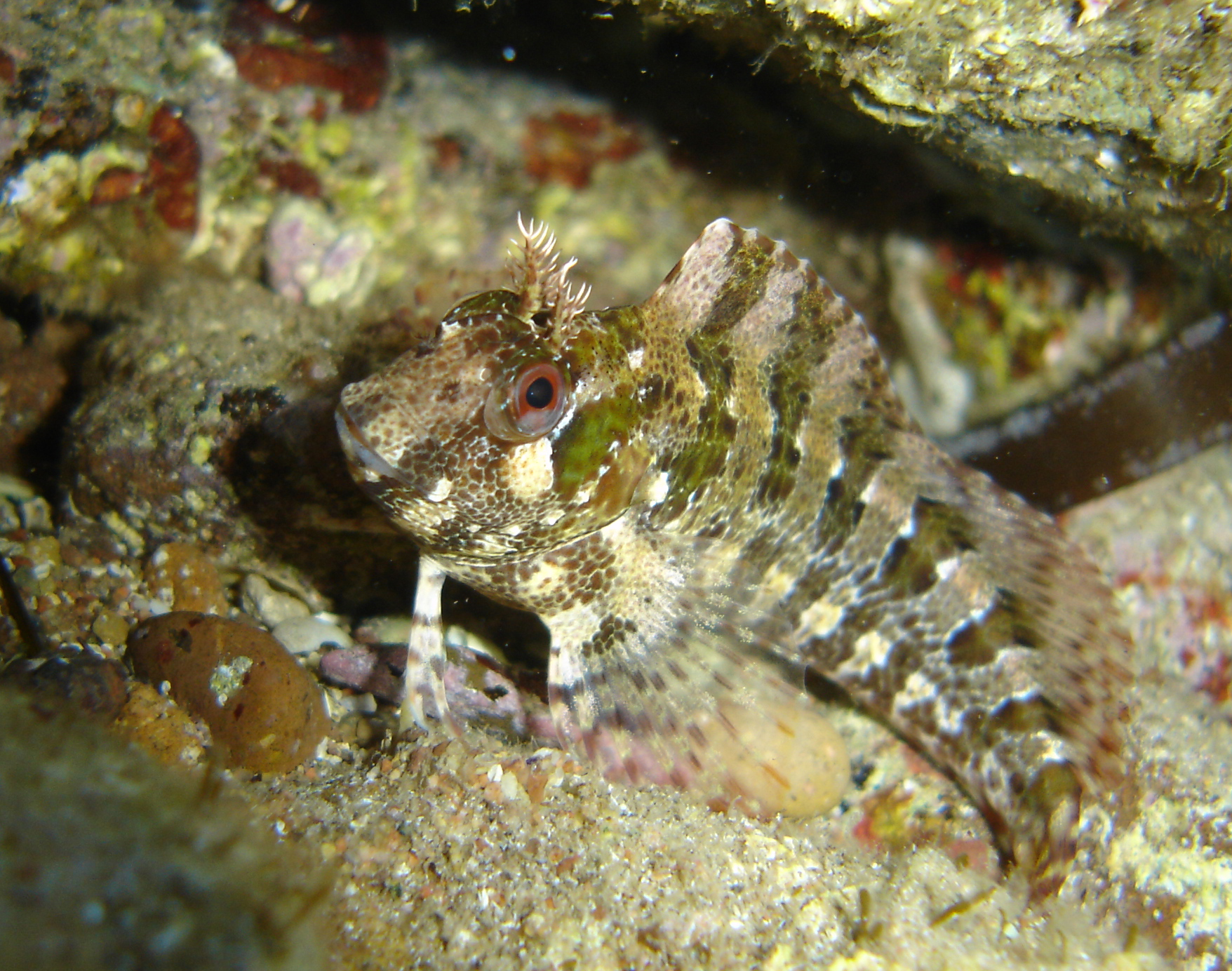
Parablennius gattorugine
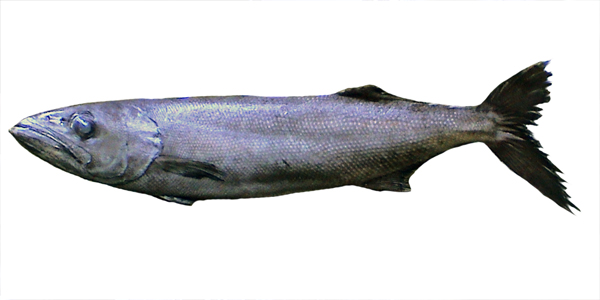
Ruvettus pretiosus
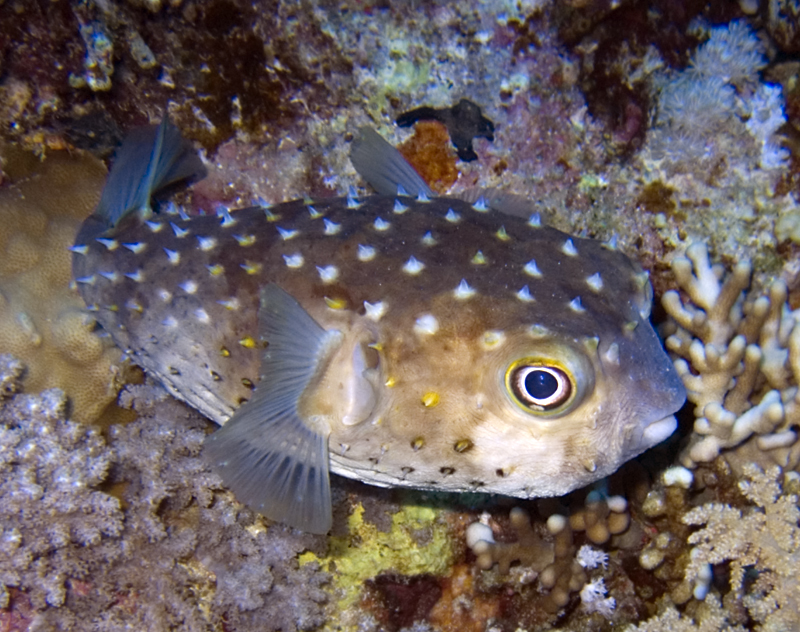
Cyclichthys spilostylus
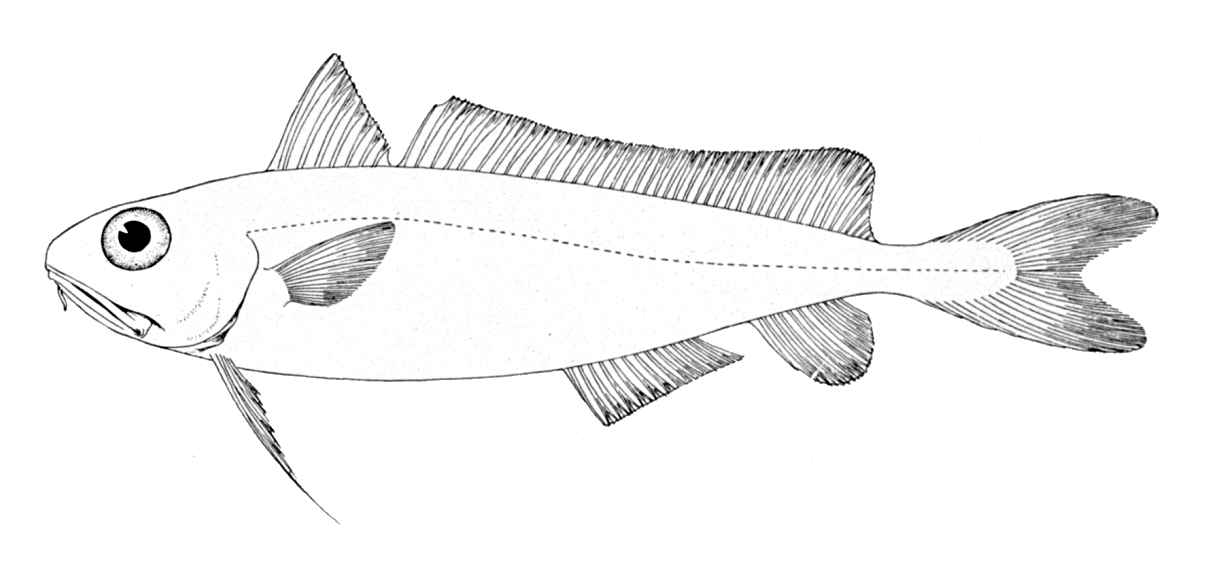
Mora moro
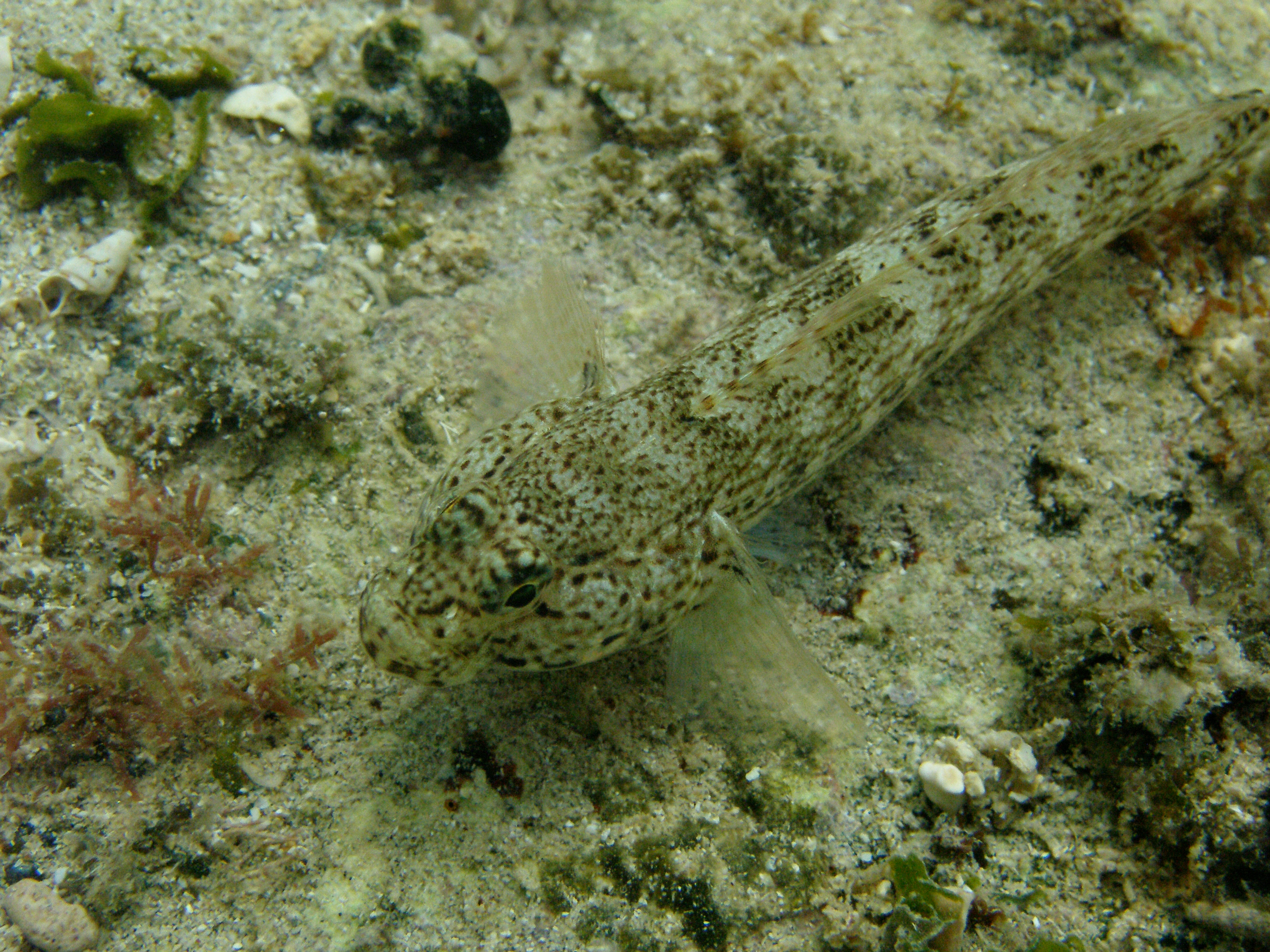
Gobius bucchichi
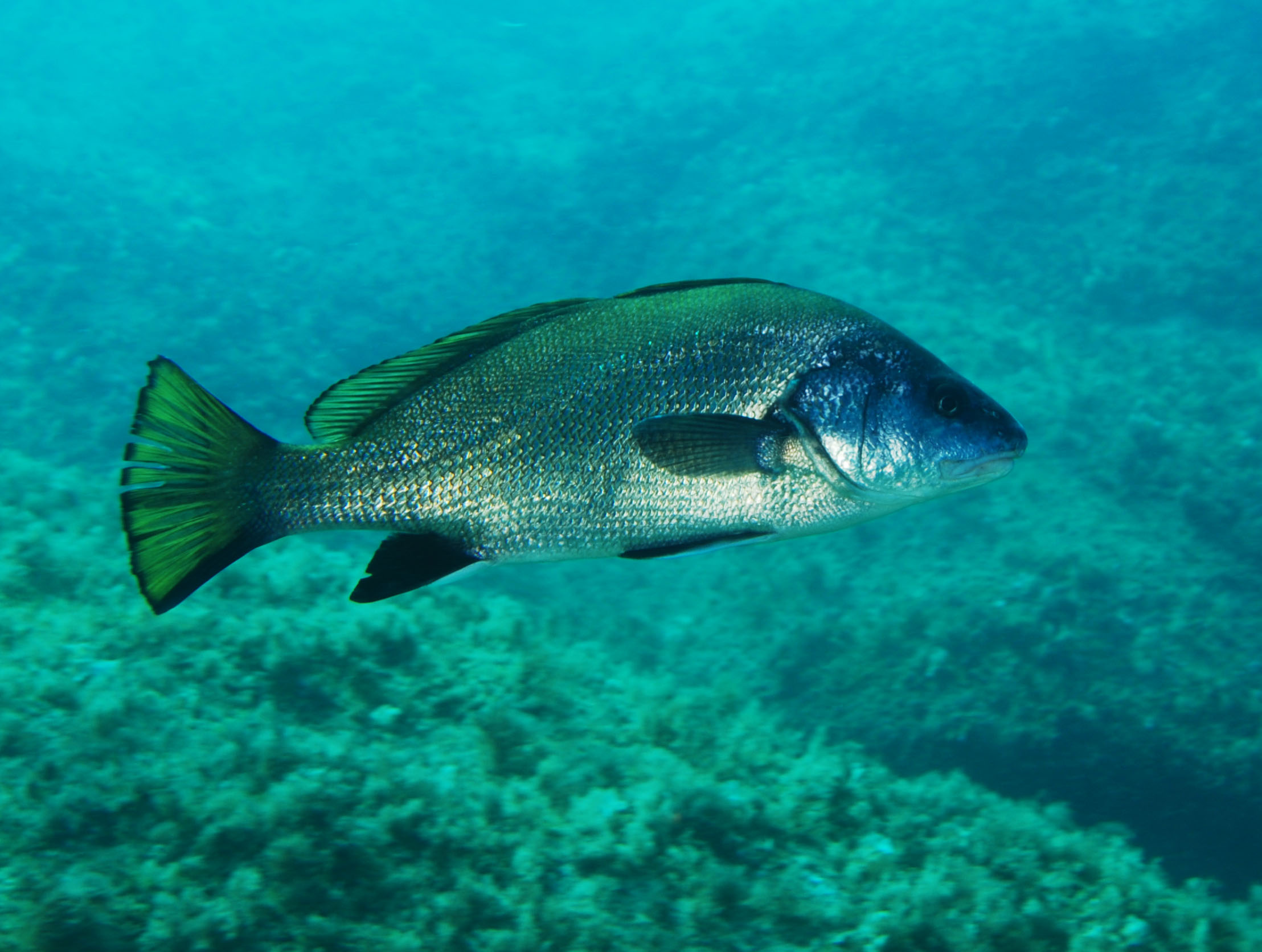
Sciaena umbra
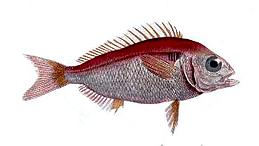
Pagellus bogaraveo
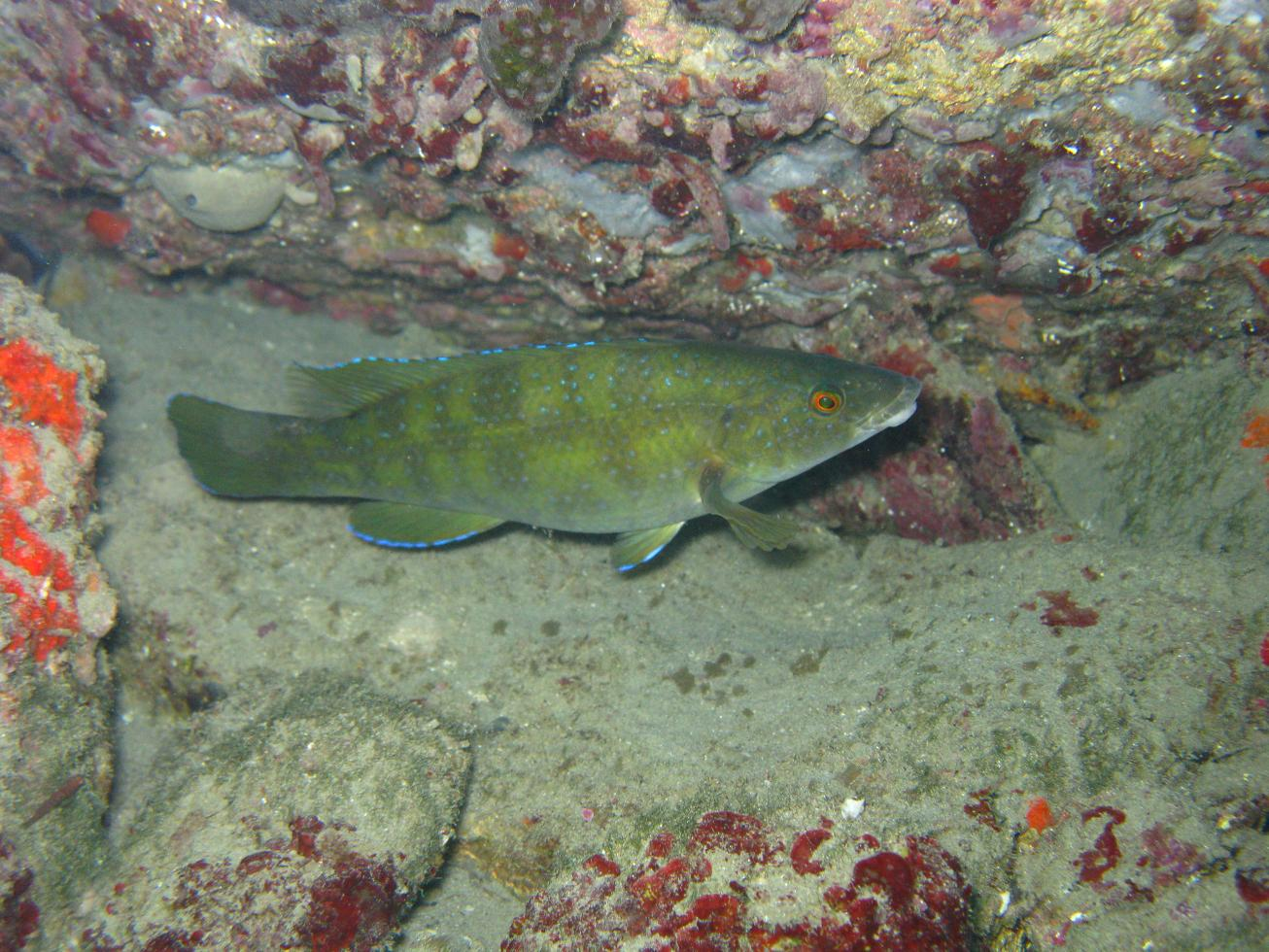
Labrus merula
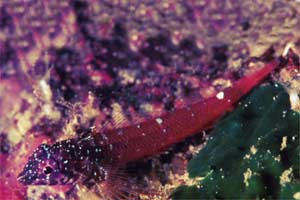
Tripterygion melanurus
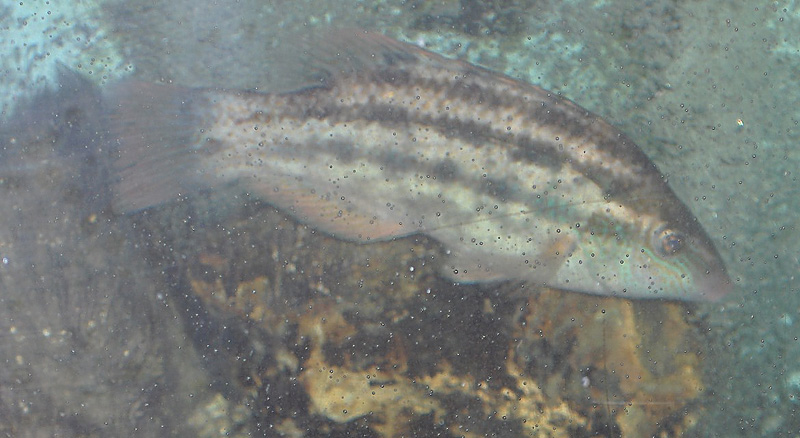
Symphodus roissali
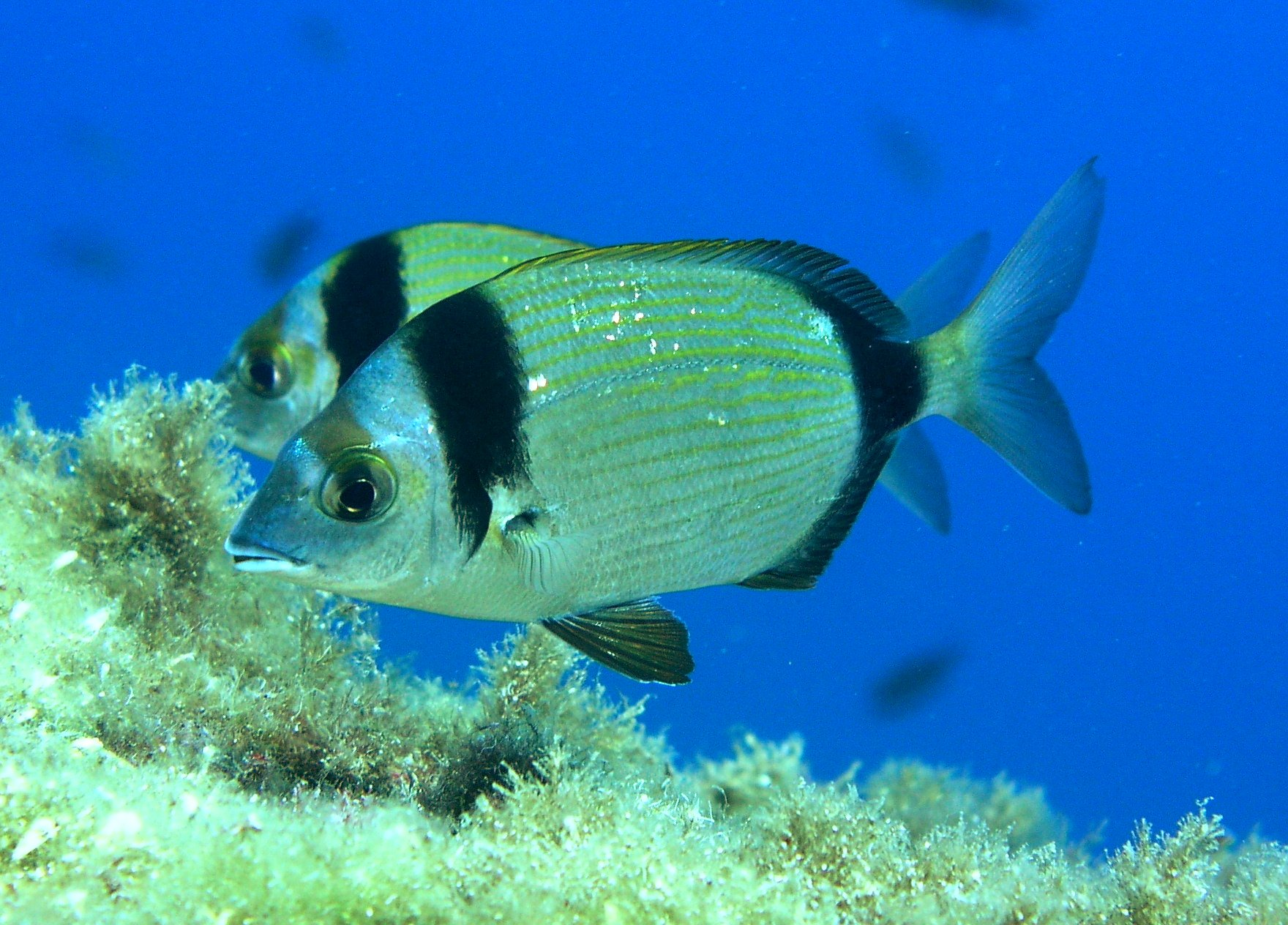
Diplodus vulgaris
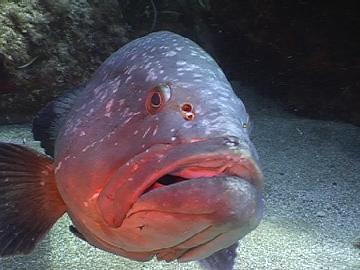
Epinephelus marginatus
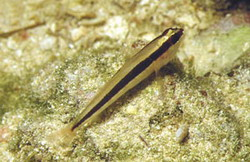
Gobius vittatus
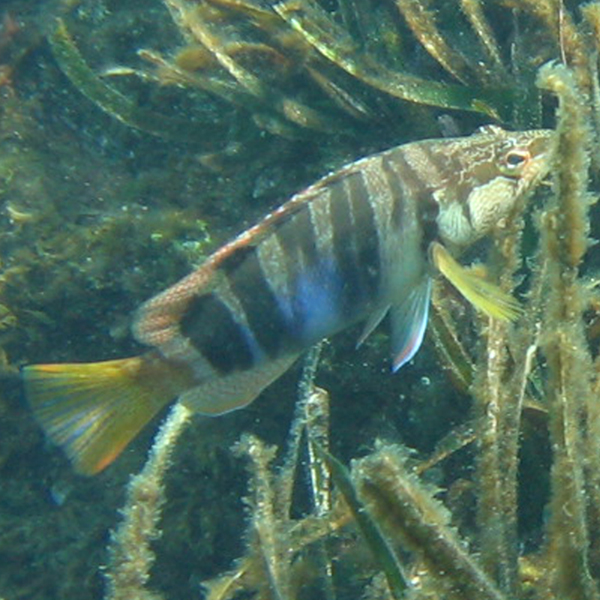
Serranus scriba
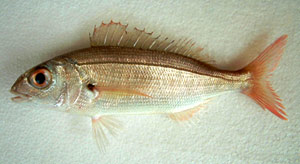
Pagellus acarne
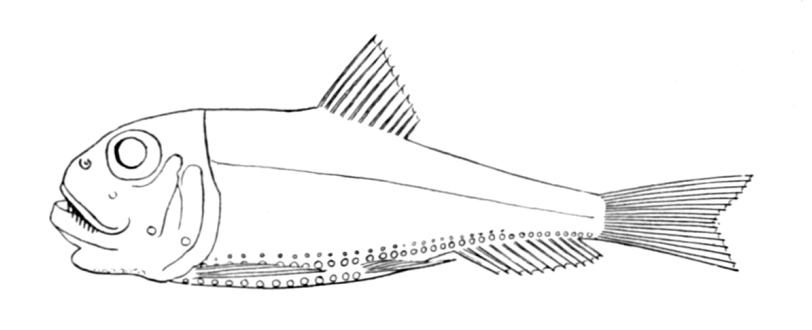
Ichthyococcus ovatus
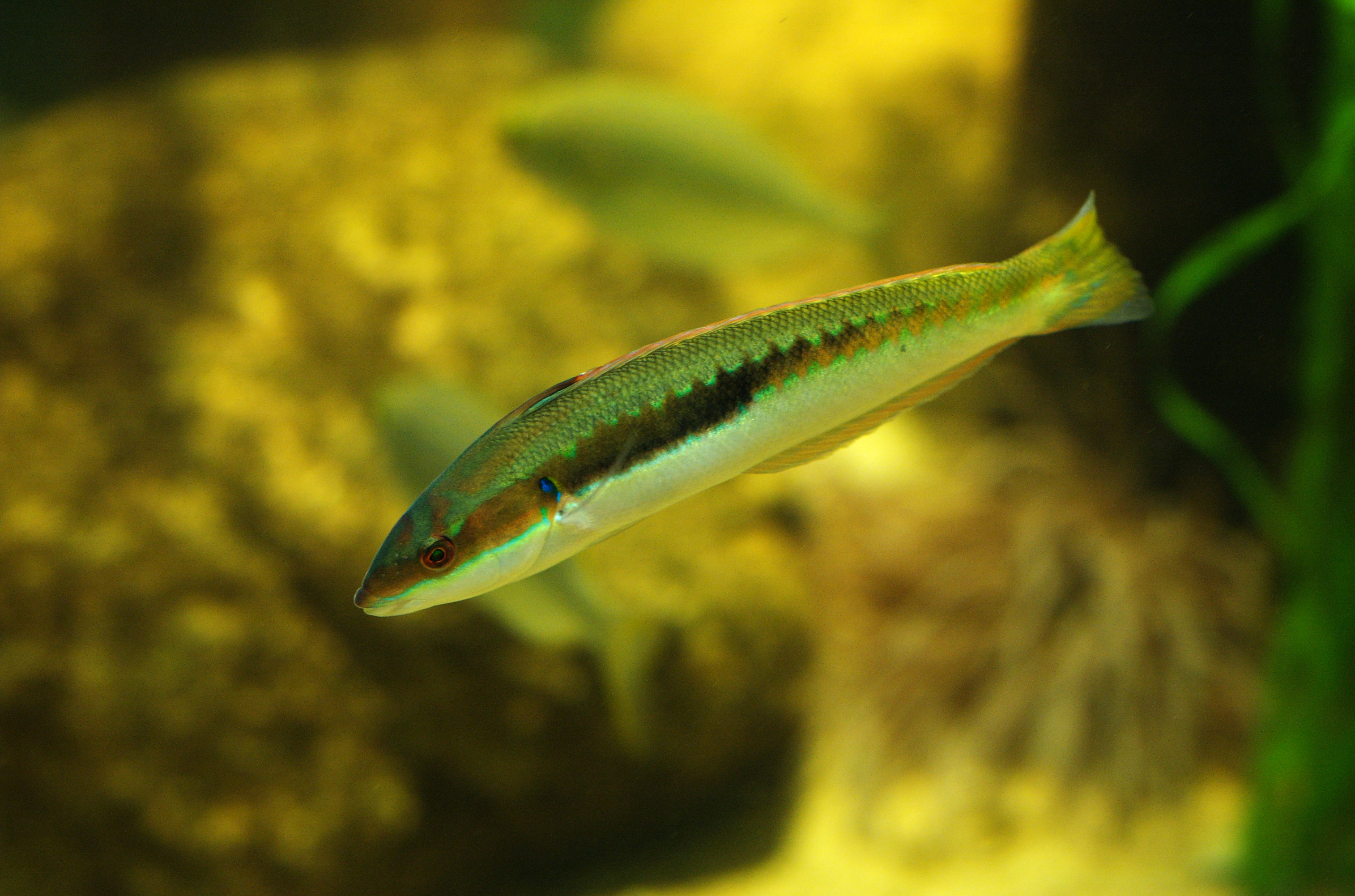
Coris julis
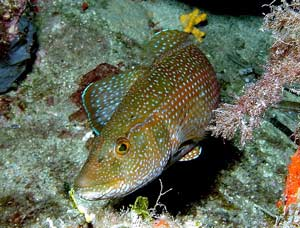
Labrus viridis
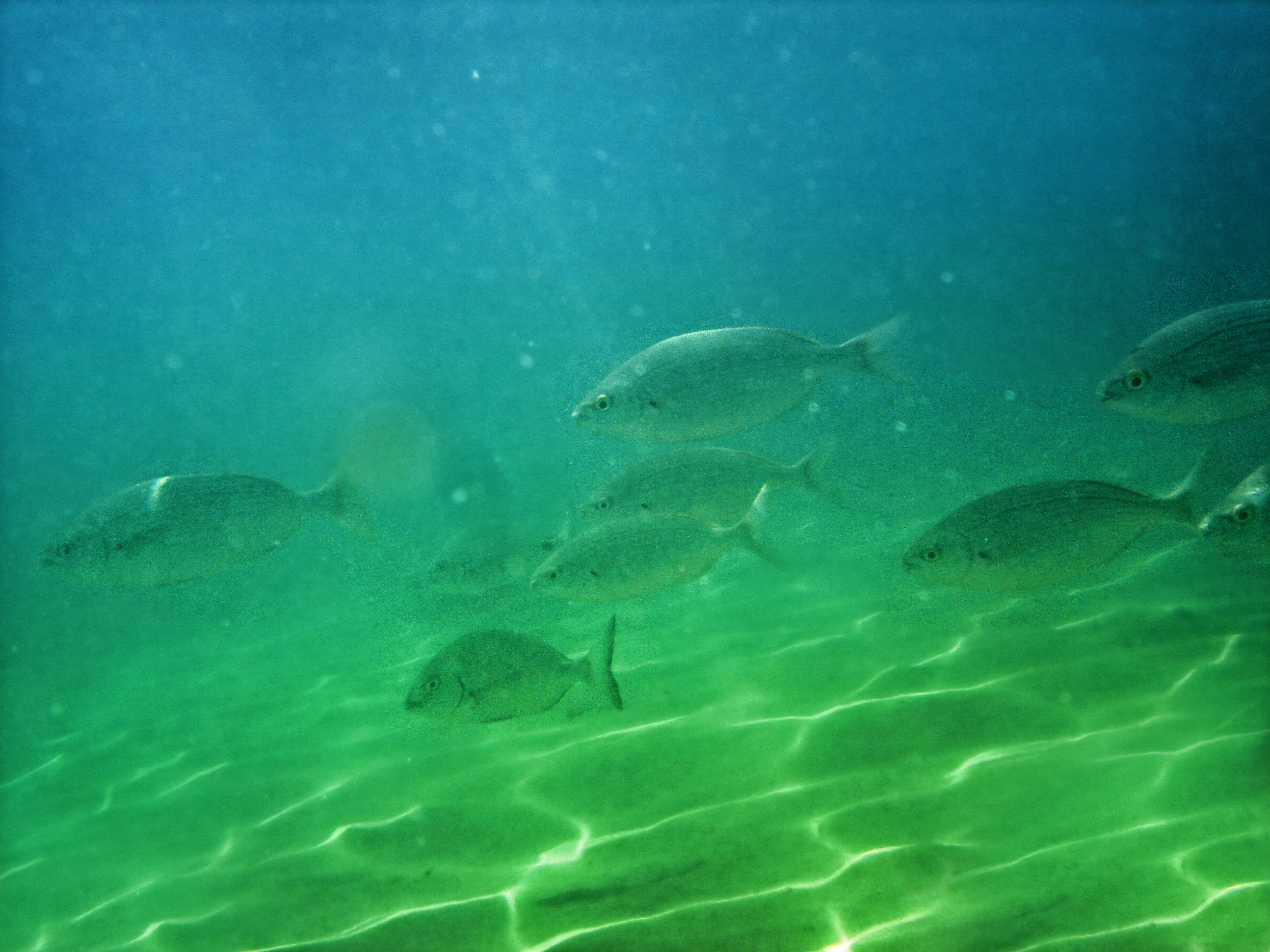
Pomadasys incisus
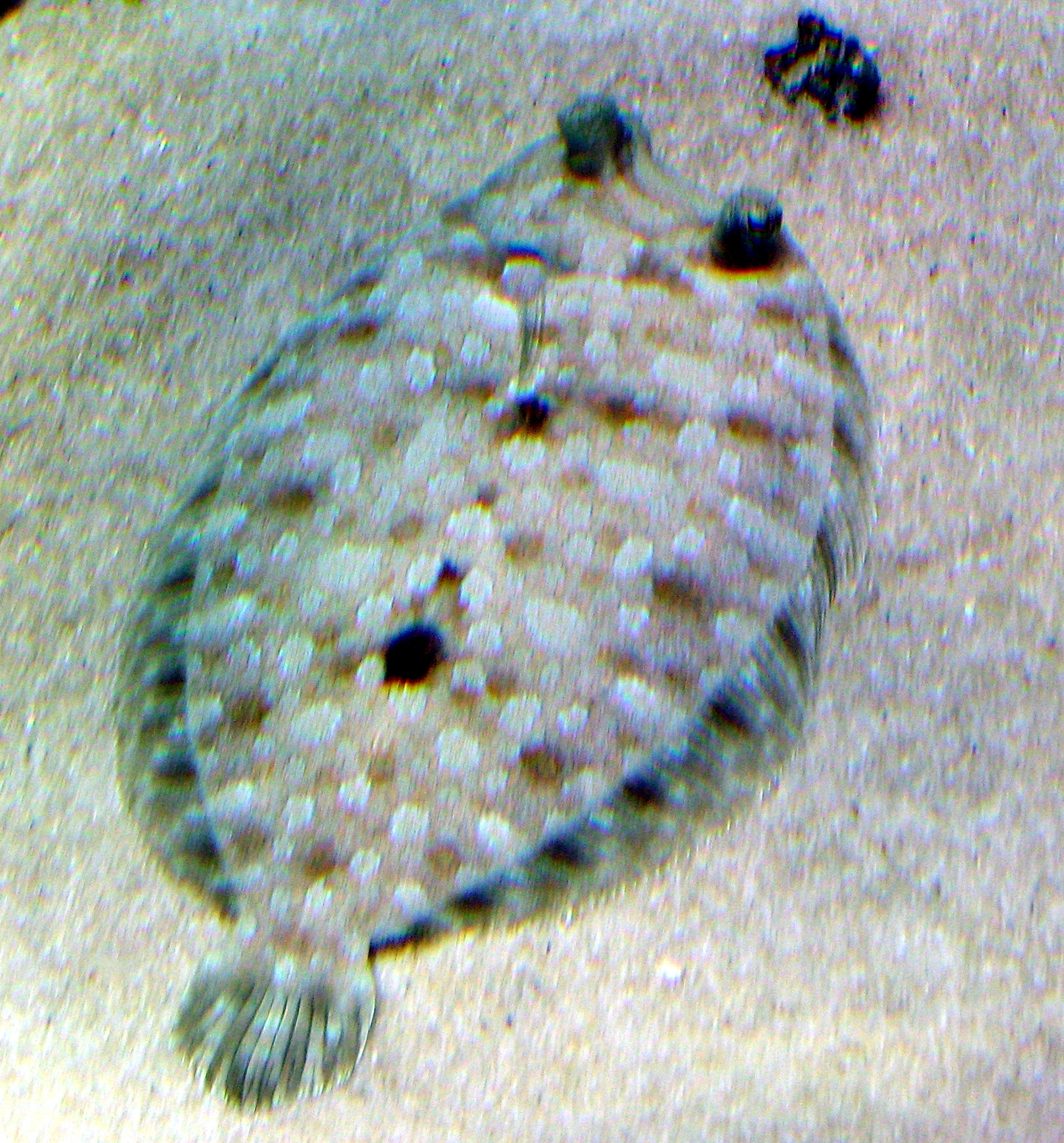
Bothus podas
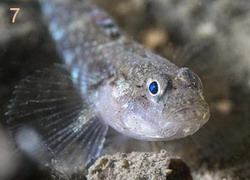
Buenia affinis
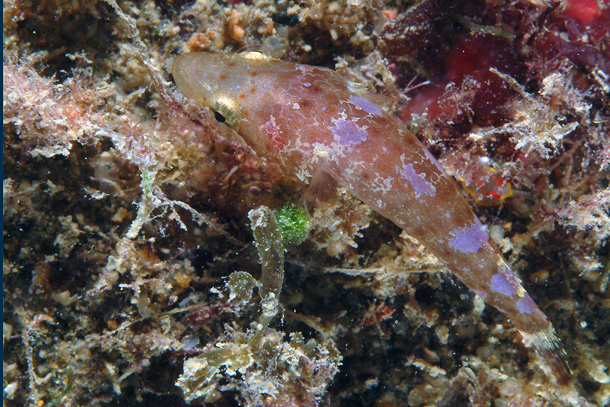
Apletodon incognitus
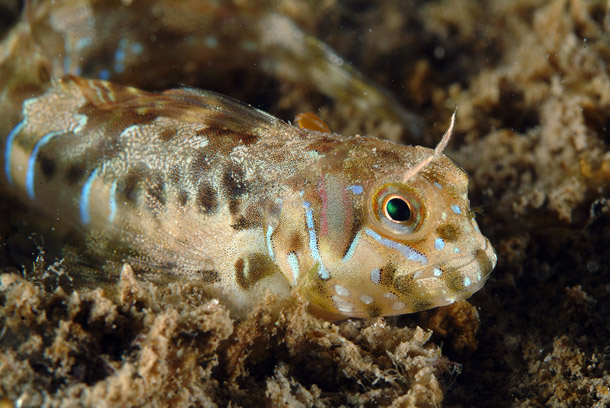
Aidablennius sphynx
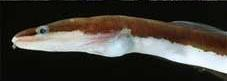
Chlopsis bicolor
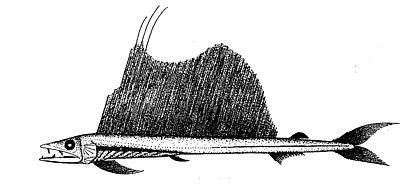
Alepisaurus ferox
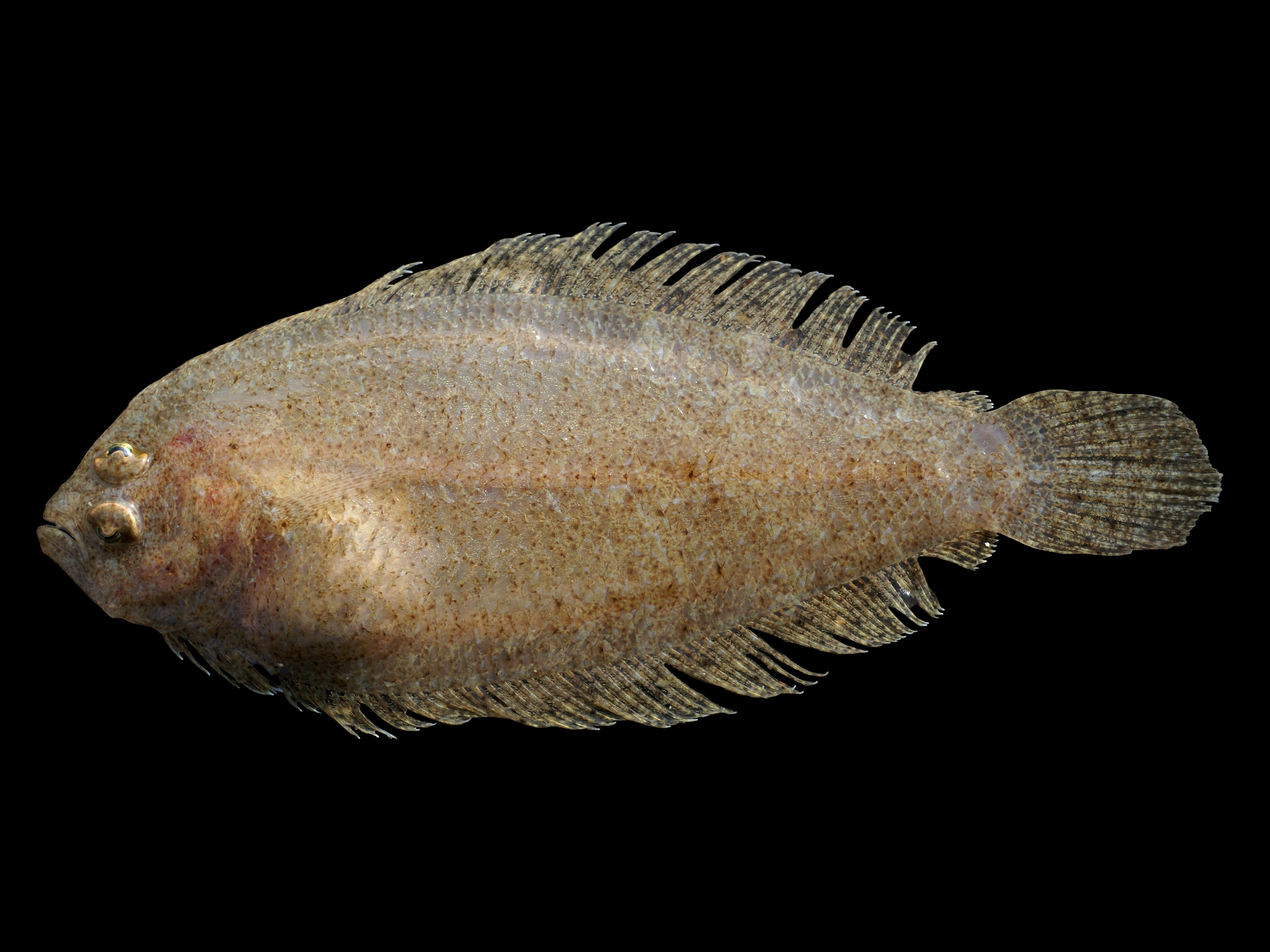
Peluda vera (Arnoglossus laterna)
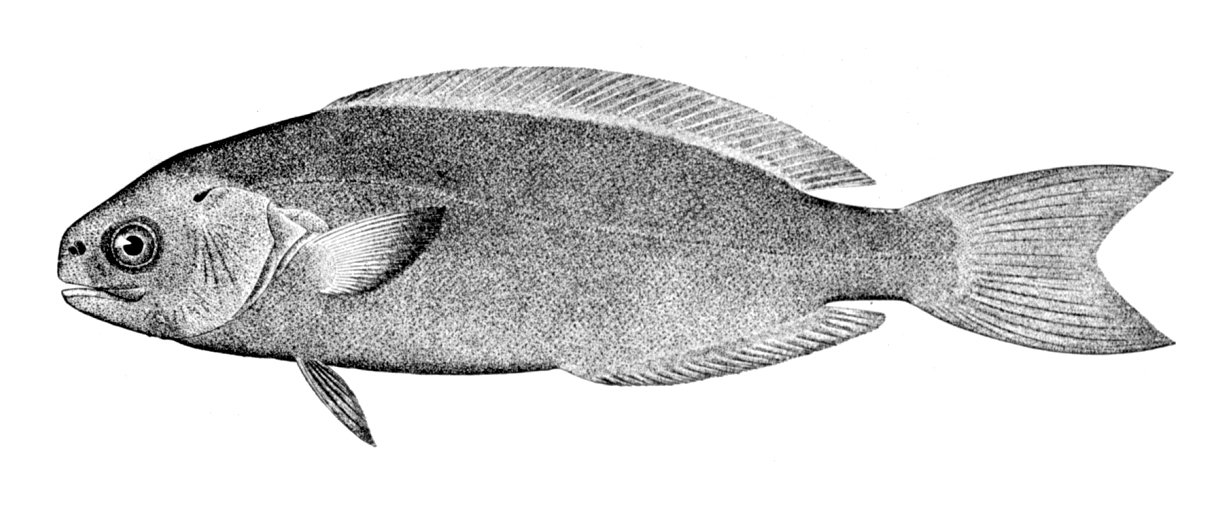
Centrolophus niger
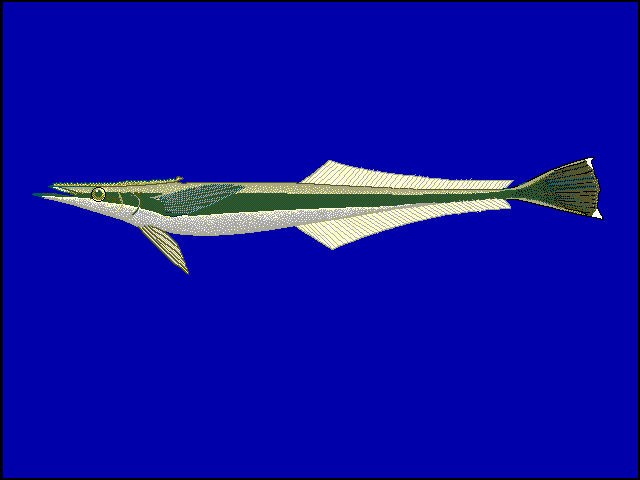
Echeneis naucrates
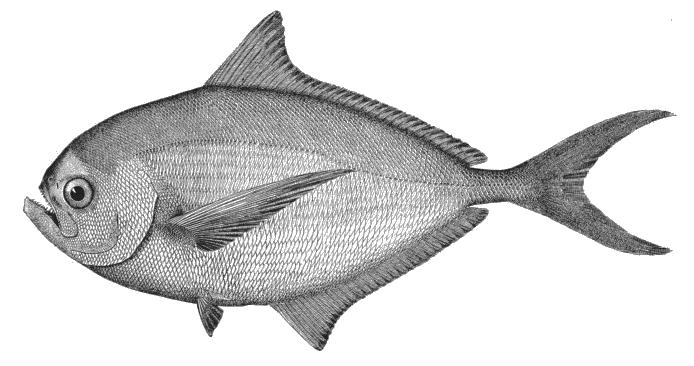
Brama brama
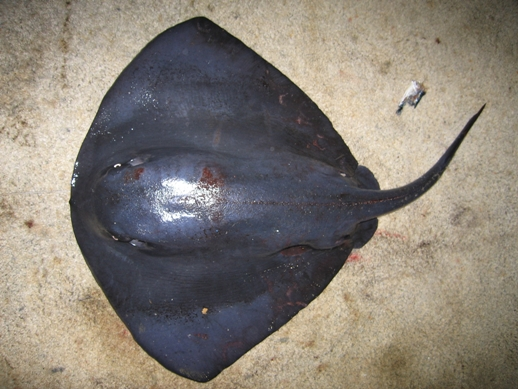
Dasyatis violacea
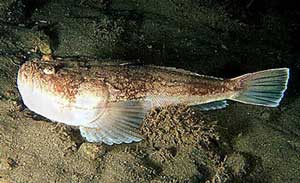
Uranoscopus scaber
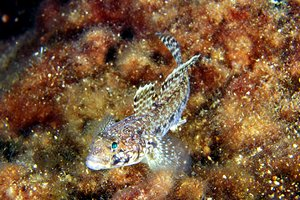
Gobius geniporus
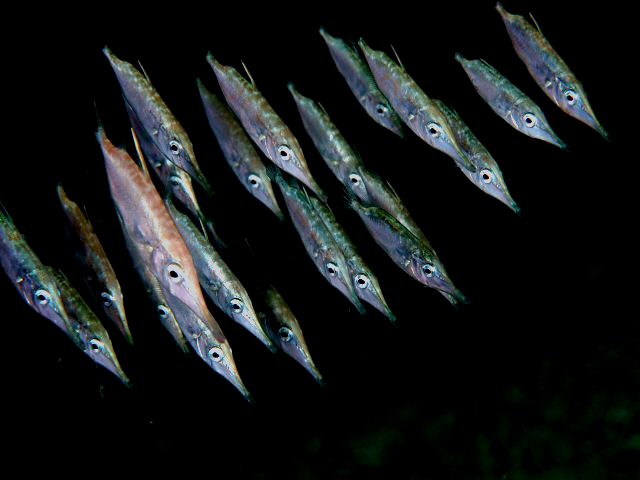
Macroramphosus scolopax
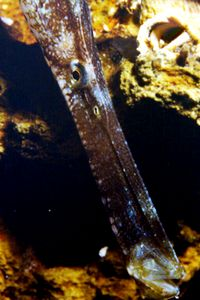
Syngnathus typhle
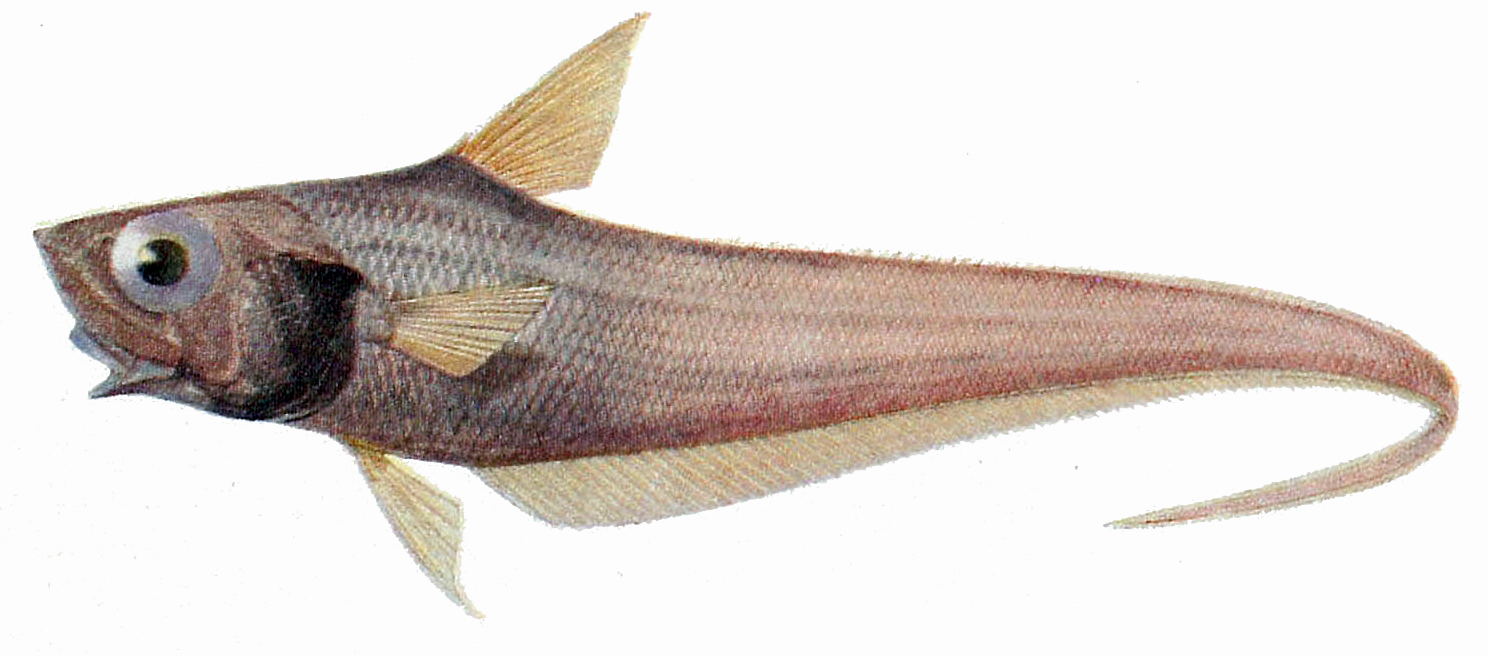
Nezumia aequalis
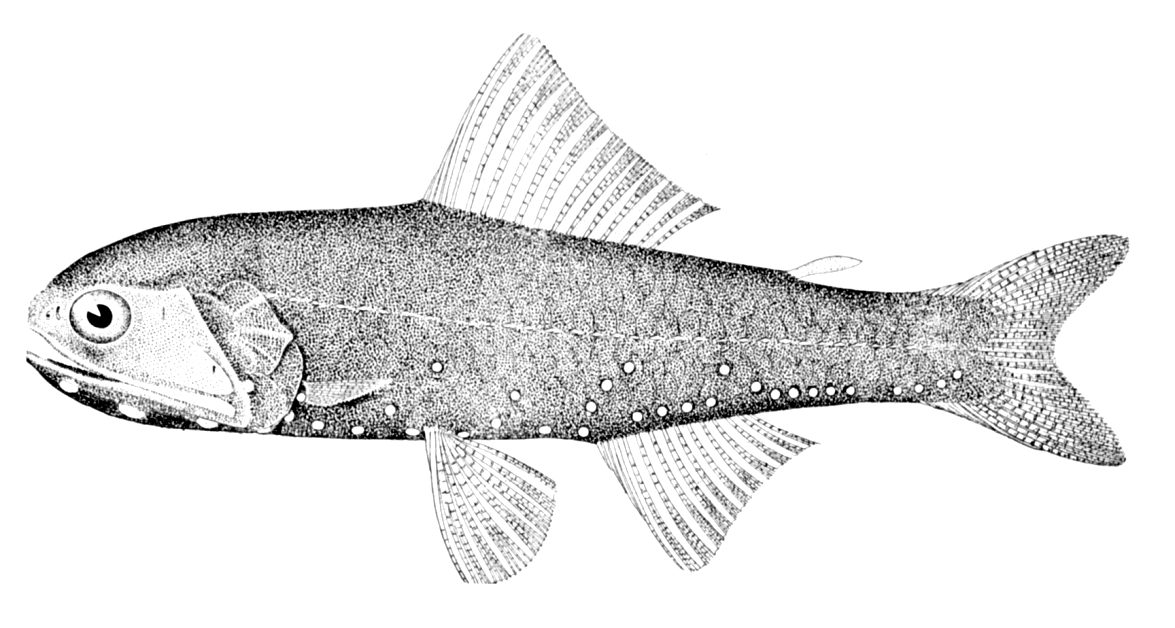
Lobianchia gemellarii
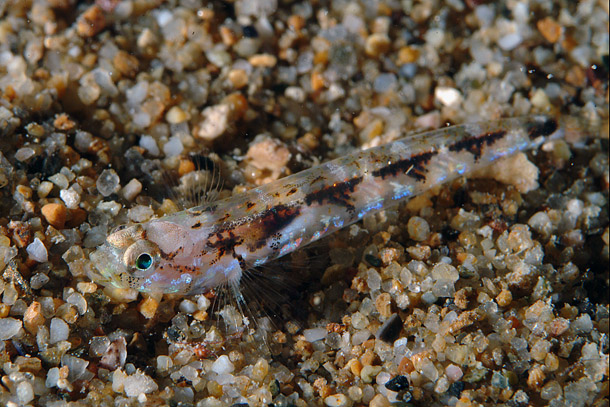
Pomatoschistus bathi